# Rengo
Rengo es una comuna de la provincia de Cachapoal (Región del Libertador General Bernardo O'Higgins), localizada 28 kilómetros al sur de Rancagua y a 114 kilómetros al sur de Santiago, la capital de Chile. Limita al norte con la comuna de Requínoa; al oeste con Quinta de Tilcoco; al suroeste con Malloa; al sur con San Fernando y al este con Machalí.
Fue fundada en noviembre de 1692 por Tomás Marín de Poveda con el nombre de Aldea de Río Clarillo. En 2017, la comuna de Rengo contaba con una extensión de 755 km² y una población de 58 825 habitantes, de acuerdo al INE, lo que hace que sea la segunda comuna más poblada de la provincia y la tercera a nivel regional.
Junto con las comunas de Codegua, Coinco, Coltauco, Doñihue, Graneros, Malloa, Machalí, Mostazal, Olivar, Quinta de Tilcoco, Rancagua y Requínoa, integra el distrito electoral N.º 15 y pertenece a la IX circunscripción senatorial.

## Toponimia

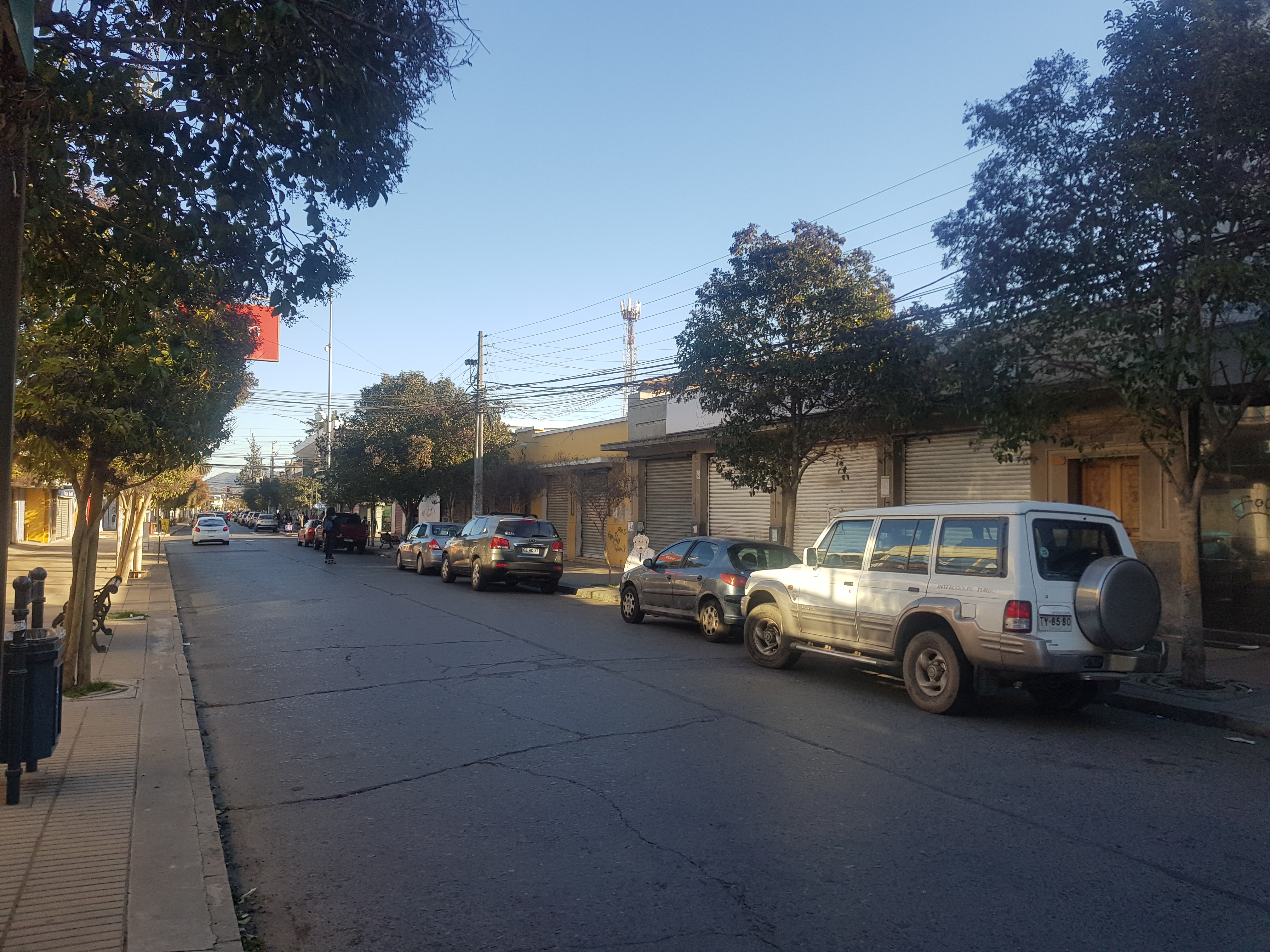
Centro de la ciudad de Rengo.

Rengo es el nombre castellanizado del cacique Picunche Rengo, («Renku» en mapudungun), lugarteniente de Caupolicán y personaje de particular bravía en la Batalla de Lagunillas y otras acciones bélicas durante la Guerra de Arauco. En mapudungun, Renku significa "invencible", "bravo entre los bravos". El bibliógrafo Ramón Briseño señala en su Repertorio de Antigüedades Chilenas: «si esta palabra deriva de "relu" o "renman", significaría "hacer frente", "encararse", lo cual cuadra perfectamente con la osadía del indomable guerrero de este nombre.»
La ciudad fue rebautizada con el nombre de «Villa de Rengo» el 17 de septiembre de 1831, mediante decreto supremo del gobierno del presidente José Joaquín Prieto. Anteriormente, la ciudad era conocida como «Villa Deseada», tal vez a insinuación de los viajeros que deseaban llegar pronto a los remansos de aguas transparentes y puras del río Claro, a cuya orilla se asentó la «Aldea de Río Clarillo», primer nombre con el que se le conoció a la actual ciudad.

## Historia

### Primeros habitantes y fundación

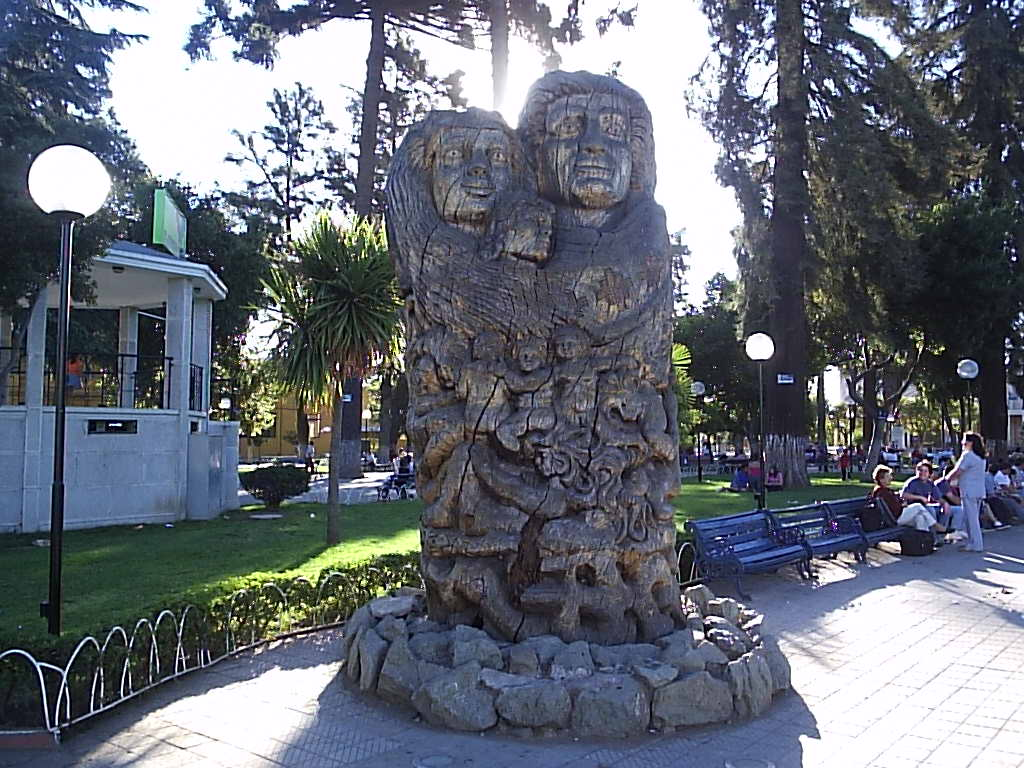
Antiguo Monumento a la Familia, obra de Hugo Alvear y Guillermo Torrealba, que estuvo en la esquina nororiente de la Plaza de Armas de Rengo entre 1991 y 2006.

En torno al río Claro de Rengo, se han encontrado fragmentos de cerámica que indican un área de asentamiento humano de tamaño medio del periodo agroalfarero temprano, dando cuenta del poblamiento de esta zona del sur de la cuenca de Rancagua en esa época. En la zona se han hallado evidencias de poblamiento desde el 300 d. C. aprox., con manifestaciones de la cultura Llolleo en el sitio Chamico y evidencias del periodo alfarero tardío en el sitio Camarico-Las Pataguas.
A unos 4 kilómetros al poniente de donde hoy se emplaza Rengo, pasaba el Camino del Inca. Como se sabe, las huestes de Túpac Yupanqui, aproximadamente 50 años antes de la llegada de los españoles a Chile, fundaron algunos mitimaes con el propósito de anexar el territorio mapuche al imperio incaico. Así quedaron para muestra los caseríos de Malloa y Copequén, que aprendieron de sus fundadores rudimentos de agricultura, regadío y cerámica. En 1541, los promaucaes tenían en su poder todas las grandes fortalezas territoriales de la cuenca rancagüina. Al iniciarse la conquista de los territorios al sur de Santiago, los españoles libraron los primeros combates en la región de O'Higgins contra los caciques Cachapoal y Elesoca, que habitaban el valle del Cachapoal, y contra los tagua-taguas de las tierras entre Pelequén y San Vicente. Triunfantes los españoles, se les entregaron los naturales de la zona entre el Cachapoal y el río Claro a Pedro de Miranda y a Juan Bautista Pastene los indios tagua-taguas. Entre ambos se repartieron, así, las tierras de la actual comuna de Rengo, las que quedaron comprendidas dentro del corregimiento de Colchagua tras la creación de este por el gobernador Martín García Oñez de Loyola el 30 de mayo de 1593.
Un siglo después, en los márgenes del río Claro, el gobernador de Chile Tomás Marín González de Poveda ordenó por Real Cédula la fundación de la Aldea de Río Clarillo, el 31 de diciembre de 1695. Estableció el poblado atendiendo a la dispersión demográfica de españoles en el territorio entre Santiago y Concepción, quienes vivían en estancias y haciendas rurales con escasa comunicación con las autoridades civiles y religiosas, así como con las demás comunidades establecidas en la zona. Con esta misma idea, Marín de Poveda concibió la fundación de Talca en el corregimiento de Maule y de una población en el corregimiento de Itata, la cual no prosperó. Así le comunicaba sus planes urbanos al rey Carlos II de España en 1692:

...dispusse que se principiasen tres poblaciones con nombres de villas vna en cada corregimiento señalándose solares a los vecinos
de los partidos en las partes que parecieren mas a proposito, [...] la primera en el paraje de Rio Claro distante de la ciudad de
Santiago treinta leguas en el corregimiento de Colchagua que tendrá veinte y cinco leguas de jurisdiçion cerca de donde ai un combento de religiosos de la orden de nuestra señora de las mercedes y tiene este partido más de trecientos hombres de tomar armas...
Carta de Tomás Marín de Poveda al rey Carlos II, 19 de noviembre de 1692.

El crecimiento de la aldea fue muy lento, debido a la falta de materiales de construcción y, sobre todo, a la falta de caminos para el transporte de lo más indispensable. En sus primeros años, el poblamiento de Rengo se desarrolló a los costados de la vía central, entre La Isla (ribera sur del río Claro) y las cercanías de lo que hoy en día es el empalme de la calle Arturo Prat con avenida La Piscina.

### De la colonia alsigloXIX
Entre los siglos XVIII y XIX se fueron erigiendo capillas católicas en Chanqueahue, Apalta y Esmeralda, el convento de la Recoleta Franciscana de La Isla (actual iglesia de San Francisco), en Popeta, El Baluarte y algunos oratorios en casas patronales de fundos y hospitales. En 1786, el sacerdote Antonio Cornelio de Quezada asume como el primer cura párroco y vicario de la iglesia de Río Claro, levantada a una orilla del Camino Real (actualmente cerca de la intersección de avenida Dr. Lucas Sierra con el camino a Rinconada de Malambo, en terrenos del cementerio católico). La iglesia consistía en una construcción de base rectangular, murallas de adobe y techo de totora. Quezada le dio a la parroquia un gran impulso administrativo, procediendo a abrir libros de registros eclesiásticos. De esta manera, el 4 de octubre de 1792 se inició el registro del "Libro de Partidas de Entierros hechos en esta Nueva Doctrina de Río Claro".
Durante la Patria Vieja, el convento y capilla de Mendoza, ubicada en la ribera norte del río Claro, fue ocupado por el Estado Mayor de las fuerzas patriotas antes de la Batalla de Rancagua. Desde el torreón de Mendoza, el general Bernardo O'Higgins observó los movimientos de las tropas realistas del general Mariano Osorio. Tras la Independencia de Chile, en 1825, el director supremo Ramón Freire le otorgó el título de villa, pasando a llamarse Villa Deseada, nombre que solo ostentó por seis años, ya que el 17 de septiembre de 1831 pasó a llamarse Villa de Rengo. Ese mismo año, por acuerdo de la Asamblea provincial de Colchagua, se le designó como capital del nuevo Departamento de Caupolicán. La planta urbana de Rengo comenzó a trazarse en marzo de 1832; el plano que dividía el espacio del poblado en 25 cuadras de 116 metros por lado, tendía a desarrollar la típica planta en damero, calculada para cubrir un área de 300 kilómetros cuadrados. Pero el proyecto jamás se aplicó a cabalidad; el plano se remitió al archivo del Ministerio del Interior y la implementación de las 25 cuadras primitivas quedó en el papel. La red urbana se iría diseñando con el correr del siglo y no siempre ajustándose a este plan inicial.
La pujanza del pueblo fue notoria; en 1862 llegó el Ferrocarril Longitudinal a Rengo, y diez años después se estableció un servicio de carros a tracción animal entre la estación y la plaza de Armas, por la actual avenida Bisquertt, y desde esta a la ribera del río Claro. Rengo fue el primer pueblo de Chile en tener un sistema de tranvías a tracción animal, precediendo a otras ciudades como Talca (1884) o Chillán (1885). En vista de la multiplicación de sus habitantes, el progreso de su comercio y de su industria, y a solicitud del Intendente de Colchagua y escritor Alberto Blest Gana, el 7 de agosto de 1865 el presidente José Joaquín Pérez y el ministro Álvaro Covarrubias promulgan la ley que le otorgó el título de ciudad. La zona hegemónica en cuanto a lo comercial y administrativo se extendía, en esos años, entre la calle Arturo Prat, la vía férrea, el callejón de San Pablo (actual avenida Riquelme) y la calle Errázuriz, teniendo como nervio central la plaza de Armas.

### SigloXXy actualidad

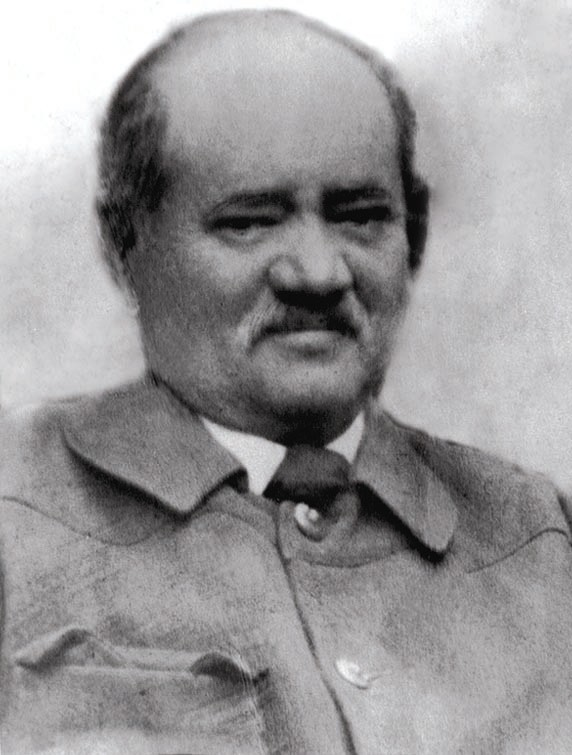
Tristán Gálvez Palma, regidor y alcalde de Rengo en los primeros años del siglo XX.

Hacia inicios de 1900, comenzaron a urbanizarse vastos sectores de la actual ciudad. A lo largo de la calle Arturo Prat las hileras de casas se fueron haciendo más densas, siguiendo la orientación del camino hasta llegar a La Isla, asentamiento donde el sello rural se apreciaba con mayor nitidez. A medida que crecía la población, se fueron abriendo nuevas calles que empalmaban con la calle principal, las que a iniciativa de Tristán Gálvez Palma fueron bautizadas con nombres evocativos de la historia de Chile como Esmeralda, Tarapacá, Chorrillos, Miraflores, Chacabuco e Independencia. De la lengua mapuche se tomaron los nombres de Orompello, Galvarino, Michimalongo y Chavalongo. Varias de estas denominaciones se conservan al presente.
En 1911, bajo la alcaldía de Fabián Urbina, se inauguró el cementerio municipal, y en 1913, el alumbrado eléctrico. La electrificación de las calles de Rengo fue gracias a la pujanza de dos vecinos, Antonio Ferrer y Francisco Correa, este último dueño de la Hacienda Las Nieves, en cuyo lugar se instaló una usina hidroeléctrica. En 1919, fue inaugurado el cuartel que albergaba a la Primera y la Segunda Compañía de Bomberos de la ciudad. A inicios de siglo, corrían por las sinuosas calles de Rengo carretas, birlochos y carritos de sangre. Estos cruzaban la ciudad por las calles Errázuriz y Arturo Prat, desde la estación de ferrocarriles hasta el río Claro. En 1918, se reemplazaron los carros de sangre por un tranvía eléctrico que hacía el mismo recorrido del anterior y que utilizaba carros usados y material rodante adquiridos a la Anglo-Argentine Tramway Co. de Buenos Aires, construidos a principios de siglo por la St. Louis Car Co. en los Estados Unidos. El proyecto fue una iniciativa conjunta entre la Compañía Tranvías Eléctricos de Rengo y la Compañía Tranvías Eléctricos de Temuco, que también compró equipos americanos en Argentina. Las líneas eléctricas eran propiedad de la Compañía General de Electricidad Industrial S.A.. El tranvía eléctrico de Rengo transportó 130 567 pasajeros durante ese primer año de operación. Cuando parte de la línea eléctrica fue dañada por una avenida del río Claro en 1923, que además destruyó los dos puentes que había y se llevó los rieles y durmientes, la energía fue cortada y los carros eléctricos supuestamente fueron vendidos a la compañía de tranvías de Talca. Se dice que la línea del tranvía fue reconstruida y que usó vehículos a gasolina hasta 1927, cuando fue reportado por última vez en un anuario como uno de los tres tranvías en la provincia.
La actividad manufacturera en Rengo fue creciendo rápidamente a mediados de siglo, con un parque industrial constituido por molinos de trigo, la Fábrica Nacional de Fósforos, curtiembres, fábricas de enchapados de plata, de espuelas, de cuchillería, de candados, de aceros laminados, de fuegos artificiales, y de cecinas, entre otras. También se debe agregar la consecuente actividad comercial, cuyo símbolo de mayor esplendor en la época fue la gran casa comercial "Laurak-Vat", que se dice que era la más surtida de toda la zona entre Santiago y Talca. Incluso, la ciudad tuvo su propio banco, el Banco Caupolicán, tan próspero que llegó a emitir sus propios billetes.

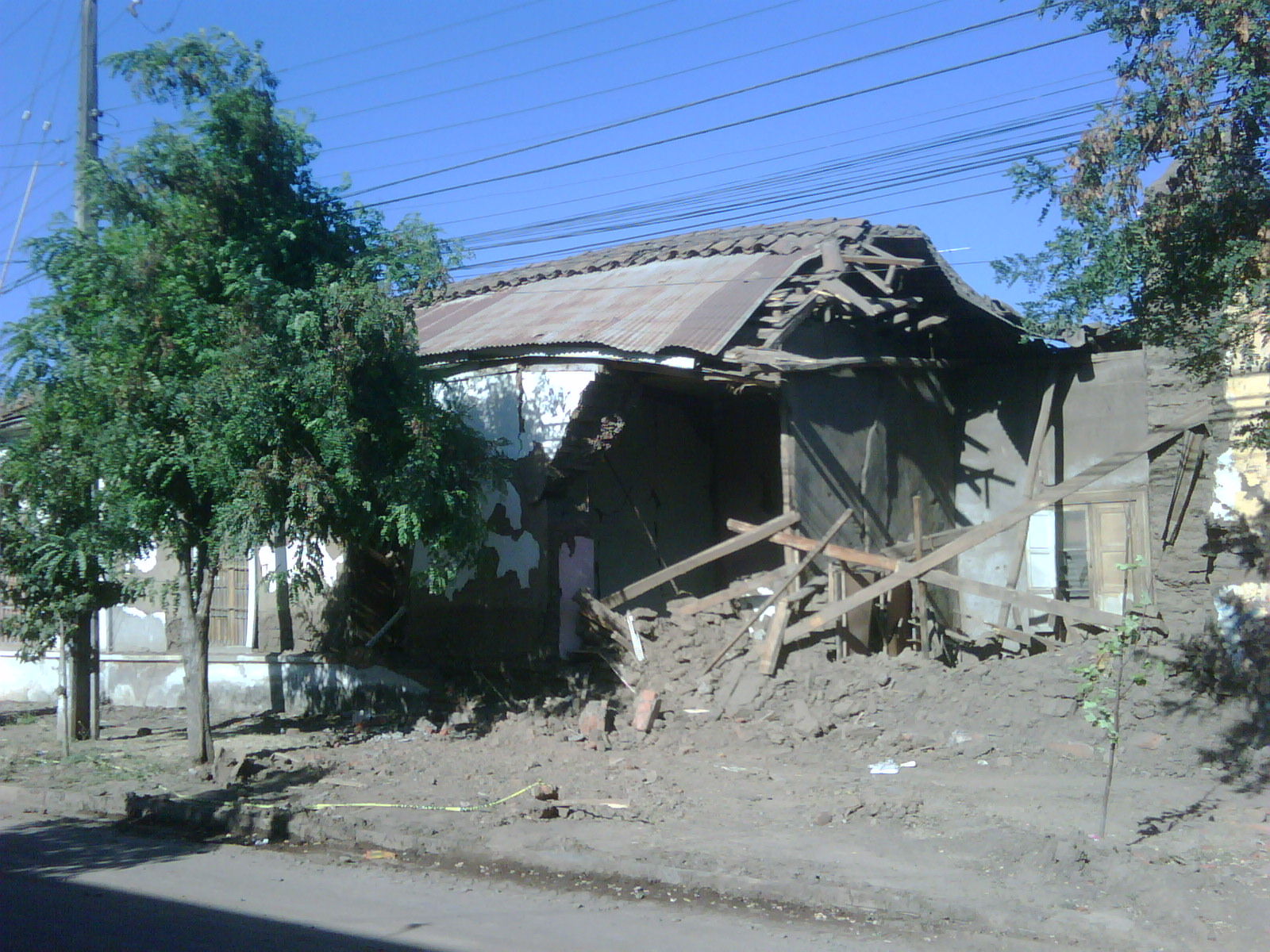
Vivienda renguina destruida tras el terremoto que azotó a la zona central del país el 27 de febrero de 2010.

El 3 de marzo de 1985 la zona central del país fue azotada por un fuerte sismo, que en Rengo tuvo una intensidad de VII en la escala de Mercalli, dejando casas devastadas y varios damnificados. No hubo ningún muerto pero los daños a la infraestructura fueron mayor, dejando a Rengo como una de las ciudades más devastadas del terremoto. El sismo derrumbó el cuartel de bomberos, el Liceo Politécnico y parte importante de la iglesia Santa Ana, en momentos en que se celebraba la misa vespertina del domingo. Buena parte de la techumbre del templo colapsó y hubo algunos feligreses heridos levemente por la caída de partes de las murallas y otros objetos. Por el riesgo que implicaba para los transeúntes, se decidió demoler la fachada y parte del campanario. A partir de entonces la iglesia permaneció cerrada a la espera de recursos para la reconstrucción, la que finalmente se efectuó entre 1991 y 1996. En reconocimiento a las labores de reconstrucción de la parroquia de parte de la comunidad, el Papa Juan Pablo II le otorgó el título de Basílica Menor el 6 de mayo de 1997.
En el invierno de 1986 se registró una de las peores inundaciones en Rengo, ciudad acostumbrada a los desbordes del río Claro. Las intensas lluvias provocaron un aumento considerable del caudal del río, que terminó desbordándose en la localidad de La Chimba y en La Isla, al norte del área urbana, lo que significó que una extensa área de la ciudad se anegara. Las principales calles en dirección norte-sur, como Arturo Prat, Carlos Condell, Lautaro y San Martín canalizaron las aguas lluvias, que terminaron inundando todo el centro de la ciudad.
Rengo fue nuevamente azotado por un gran sismo el 27 de febrero de 2010, que provocó severos daños en la infraestructura, dejando cientos de damnificados. Mientras que la mayoría de las construcciones de adobe de la comuna colapsaron producto del terremoto, incluyendo unas 364 viviendas, en la Villa San Francisco debieron ser demolidos 84 departamentos, correspondientes a 7 bloques que resultaron con sus bases dañadas. Las antiguas bodegas de la estación de ferrocarriles cedieron y quedaron en su totalidad en el suelo, al igual que las salas parroquiales de la Basílica Santa Ana. El principal puente del enlace carretero a la Autopista del Maipo y la ciudad de Malloa cedió en su losa, quedando inhabilitado para el tránsito por casi cuatro meses.

## Geografía

### Geomorfología

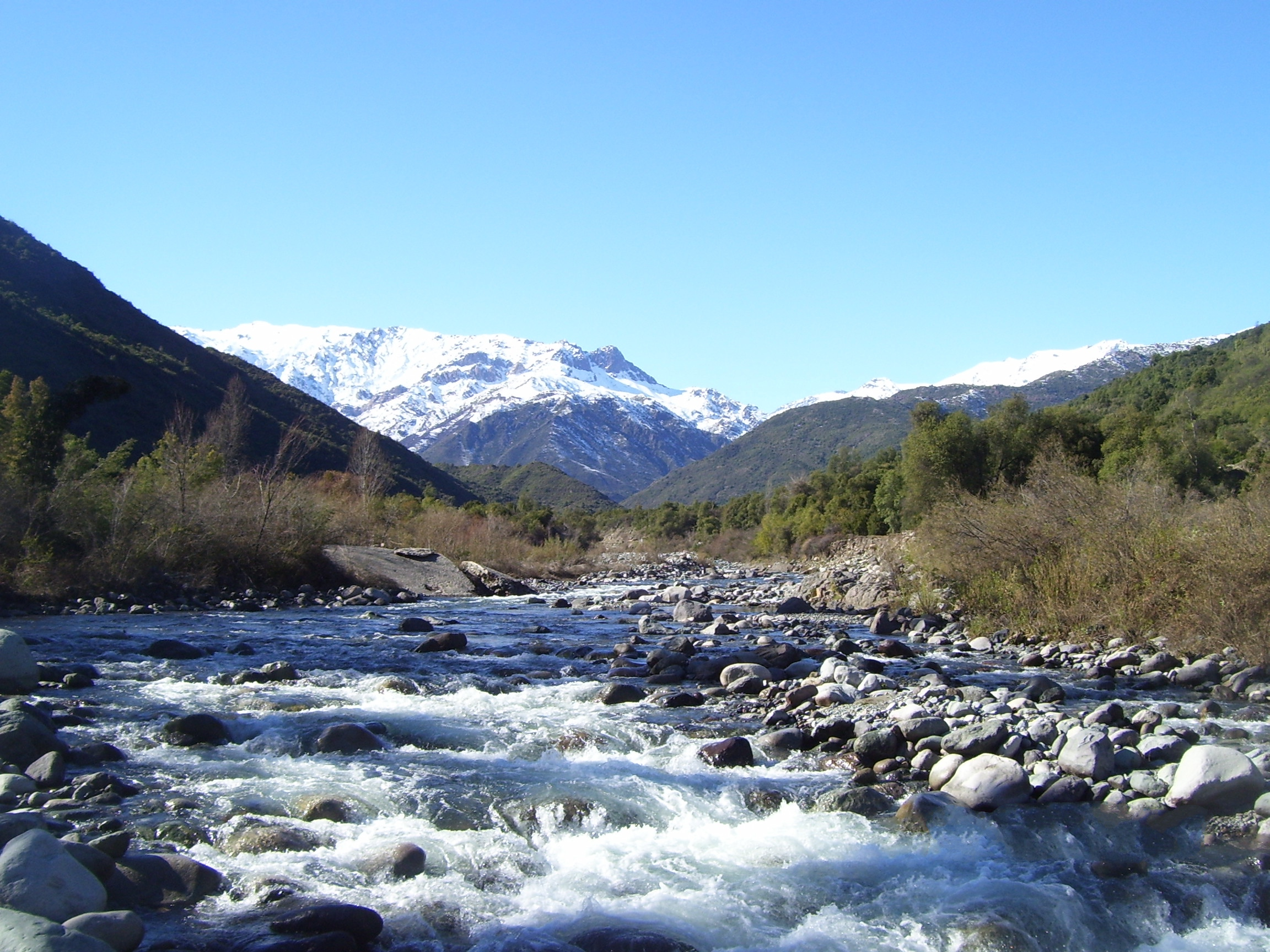
Río Claro a la altura de Las Nieves, con el cerro El Palomo de fondo.

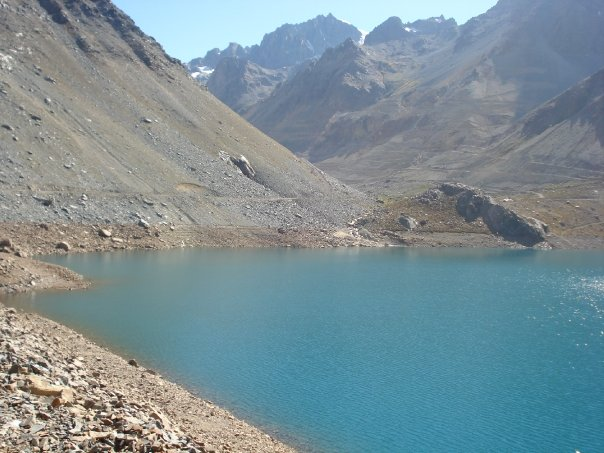
Laguna de los Cristales, en la precordillera.

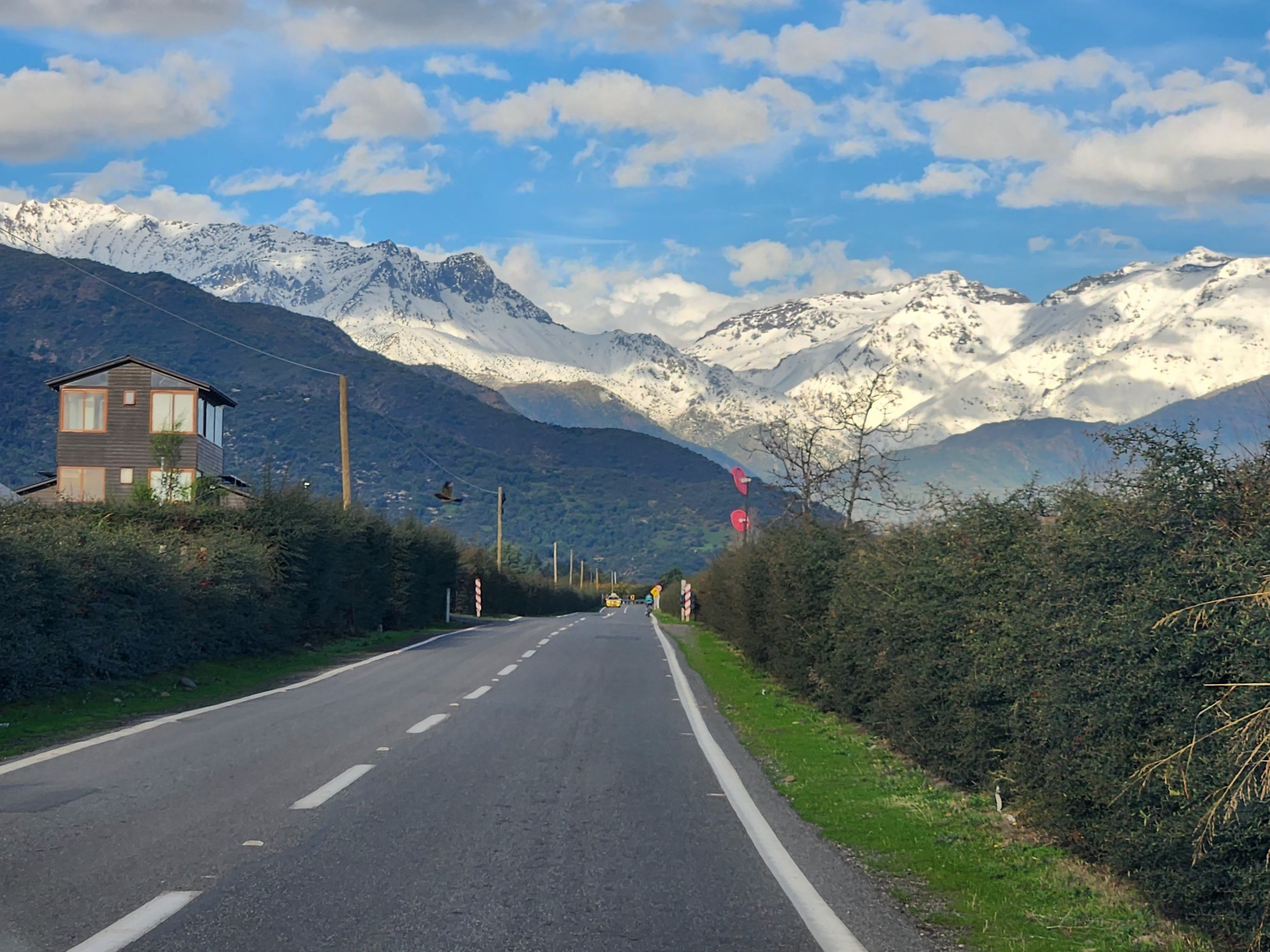
Vista de los cordones cordilleranos nevados desde la ruta H-665, camino a Las Nieves.

La comuna ocupa una superficie de 591,5 km cuadrados en el centro-oriente de la región de O'Higgins, en la parte sur de la cuenca de Rancagua, dentro de las unidades morfoestructurales de relieve denominadas precordillera y depresión intermedia. La ciudad de Rengo se emplaza en pleno valle central chileno, a 570 m s. n. m. Se caracteriza por poseer un clima mediterráneo y un relieve compuesto de planicies de cultivos intensos y montañas de fuertes pendientes. Algunas localidades pertenecientes a la comuna, como Popeta, Las Nieves, Chanqueahue o El Cerrillo, ocupan una importante porción de la precordillera de los Andes, mientras que la ciudad de Rosario y las localidades de Lo Cartagena y Esmeralda se asientan en el valle. Al sur de la ciudad se alza un cordón de la cordillera, del que surgen cerros islas como el San Luis y el Portezuelo, hasta encajonarse en la angostura de Pelequén.
El uso del suelo es principalmente agrícola, predominando ligeramente los frutales y viñas viníferas regados con métodos tecnificados, tales como goteo, microasperción y cintas exudantes. También es posible encontrar plantaciones de cultivos más tradicionales tales como maíz, trigo y alfalfa.

### Orografía
En la precordillera de la comuna de Rengo, en la sierra de los Punzones y sus estribaciones occidentales, sobresalen los cerros Alto de la Laguna o Alto de los Cristales (3 626 m), Alto de la Planchada (3 525 m), Doctor Augusto Figueroa (3 489 m), Alto del Cepillo (3 125 m), Alto del Sapo (3 052 m), Alto del Diablo (2 780 m), La Bandera (2 284 m), Colorado (2 178 m), Portezuelo (2 414 m), Las Llaretas (2 535 m), Caracoles (1 456 m) y Huilquío (1 377 m), entre otros. La Cordillera de los Andes visible desde la comuna de Rengo, con su mayor elevación en la zona, el cerro El Palomo (4 850 m), pertenece administrativamente a la comuna de Machalí.
También se observa un cono de deyección situado al oriente, entre las localidades de El Cerrillo y La Chimba, con una superficie de 1 600 hectáreas.

### Clima
De acuerdo con la clasificación climática de Köppen, Rengo está comprendido dentro del espacio dominado por el clima templado cálido con estación seca prolongada. Por lo tanto, las estaciones del año se presentan claramente marcadas, con veranos calurosos y secos e inviernos lluviosos, suaves y húmedos. Así, el régimen térmico se caracteriza por temperaturas promedio diarias que varían entre 28,9 °C en enero y 4,2 °C en julio, con un promedio de 10 heladas por año. La precipitación media anual en la comuna es de 753 mm y un período seco de siete meses. Con todo, las precipitaciones presentan valores medios anuales que varían progresivamente de acuerdo a la altura, yendo desde los 521 mm en la ciudad de Rengo, a 579 mm en Popeta y 815 mm en Las Nieves, siendo junio y julio los meses de mayores precipitaciones.
Los vientos se trasladan desde los valles fluviales hacia los cordones montañosos de la precordillera durante el día, mientras que en la noche la dinámica se invierte producto del enfriamiento de las laderas de los cerros. En la noche se percibe que la brisa posee menor velocidad que en el día; no obstante, la turbulencia se hace sentir con mayor intensidad debido a las sinuosidades de la topografía.
| Parámetros climáticos promedio de Rengo, Chile | Parámetros climáticos promedio de Rengo, Chile | Parámetros climáticos promedio de Rengo, Chile | Parámetros climáticos promedio de Rengo, Chile | Parámetros climáticos promedio de Rengo, Chile | Parámetros climáticos promedio de Rengo, Chile | Parámetros climáticos promedio de Rengo, Chile | Parámetros climáticos promedio de Rengo, Chile | Parámetros climáticos promedio de Rengo, Chile | Parámetros climáticos promedio de Rengo, Chile | Parámetros climáticos promedio de Rengo, Chile | Parámetros climáticos promedio de Rengo, Chile | Parámetros climáticos promedio de Rengo, Chile | Parámetros climáticos promedio de Rengo, Chile |
| Mes                                            | Ene.                                           | Feb.                                           | Mar.                                           | Abr.                                           | May.                                           | Jun.                                           | Jul.                                           | Ago.                                           | Sep.                                           | Oct.                                           | Nov.                                           | Dic.                                           | Anual                                          |
| ---------------------------------------------- | ---------------------------------------------- | ---------------------------------------------- | ---------------------------------------------- | ---------------------------------------------- | ---------------------------------------------- | ---------------------------------------------- | ---------------------------------------------- | ---------------------------------------------- | ---------------------------------------------- | ---------------------------------------------- | ---------------------------------------------- | ---------------------------------------------- | ---------------------------------------------- |
| Temp. máx. abs. (°C)                           | 38                                             | 37                                             | 38                                             | 35                                             | 32                                             | 27                                             | 27                                             | 30                                             | 31                                             | 35                                             | 36                                             | 38                                             | 33.6                                           |
| Temp. máx. media (°C)                          | 30                                             | 29                                             | 28                                             | 22                                             | 18                                             | 15                                             | 14                                             | 16                                             | 18                                             | 22                                             | 25                                             | 28                                             | 22.1                                           |
| Temp. mín. media (°C)                          | 16                                             | 16                                             | 14                                             | 10                                             | 8                                              | 6                                              | 5                                              | 6                                              | 7                                              | 8                                              | 10                                             | 13                                             | 9.9                                            |
| Temp. mín. abs. (°C)                           | 3                                              | -1                                             | -3                                             | -2                                             | -5                                             | -7                                             | -9                                             | -11                                            | -7                                             | -2                                             | -1                                             | 2                                              | -4.1                                           |
| Lluvias (mm)                                   | 19                                             | 23                                             | 16                                             | 15                                             | 25                                             | 39                                             | 37                                             | 31                                             | 18                                             | 19                                             | 15                                             | 19                                             | 257                                            |
| Fuente: Msn Weather.                           |                                                |                                                |                                                |                                                |                                                |                                                |                                                |                                                |                                                |                                                |                                                |                                                |                                                |

### Hidrografía

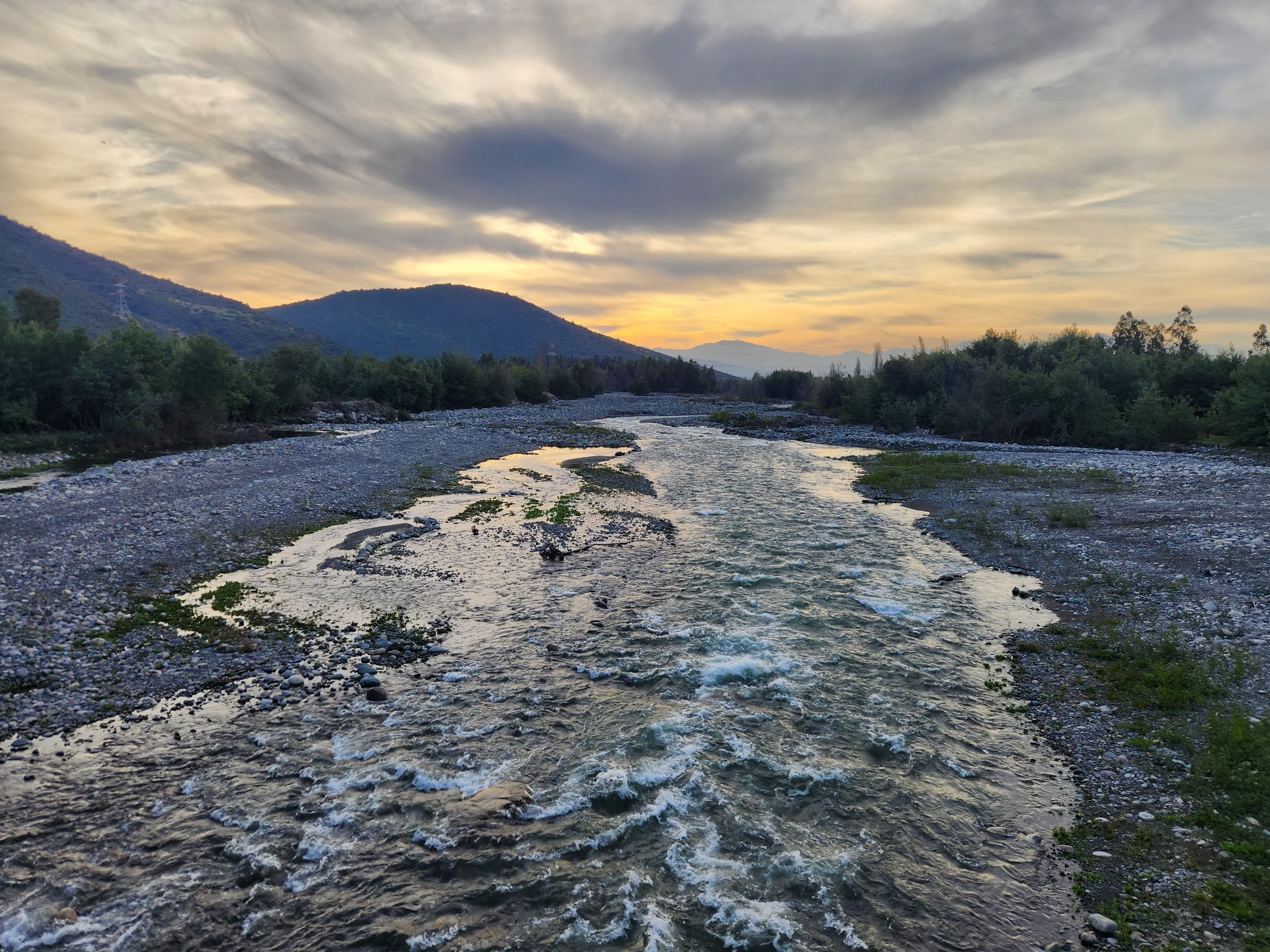
Río Claro de Rengo desde el puente de Popeta hacia el poniente, en junio de 2024.

Rengo se emplaza dentro de la cuenca hidrográfica del río Claro, que posee un régimen mixto nivo-pluvial, con mayores caudales en invierno, entre junio y julio, y considerables caudales en octubre y noviembre. El río Claro nace aproximadamente a 1 800 m de altura, en la Laguna de los Cristales, de la confluencia del río Tapado y la quebrada La Pandina. Cruza la comuna, siendo nutrido de las aguas de numerosas quebradas en su curso superior (como El Cepillo, El Cascajal, Piedra Lisa, Peumito y Chacal) y medio (quebrada La Cortina, esteros Pichiguao y Tipaume), hasta desaguar en el río Cachapoal, en la localidad de Aguas Claras, en la comuna de San Vicente de Tagua Tagua.
Las aguas del embalse Río Claro ubicado en la Laguna de Los Cristales en pleno corazón precordillerano permite almacenar 10 millones de m³, permitiendo una superficie de riego de aproximadamente 8 000 hectáreas en Rengo.
En los sectores adyacentes a cursos de agua de la cuenca, hay predominio de sedimentos arenosos de alta permeabilidad que originan acuíferos libres, que son utilizados a través de pozos para riego y consumo.

## Medio ambiente

Mapa de la comuna de Rengo con sus principales cuerpos de agua, pisos vegetacionales, zonas urbanas y áreas protegidas.

### Componentes bióticos
Dentro del territorio de la comuna se pueden hallar los siguientes ecosistemas:
- Bosque esclerófilo mediterráneo andino donde predominan Kageneckia angustifolia y Guindilia trinervis (Vulnerable)
- Bosque esclerófilo mediterráneo andino donde predominan Lithrea caustica y Lomatia hirsuta (Vulnerable)
- Bosque esclerófilo mediterráneo andino donde predominan Quillaja saponaria y Lithrea caustica (Vulnerable)
- Bosque espinoso mediterráneo interior donde predominan Acacia caven y Prosopis chilensis (Vulnerable)
- Herbazal mediterráneo andino donde predominan Nastanthus spathulatus y Menonvillea spathulata (Preocupación menor)
- Matorral bajo mediterráneo andino donde predominan Chuquiraga oppositifolia y Nardophyllum lanatum (Preocupación menor)
- Matorral bajo mediterráneo andino donde predominan Laretia acaulis y Berberis empetrifolia (Preocupación menor)
- Zonas geográficas hinóspitas sin vegetación (Sin información)

### Flora

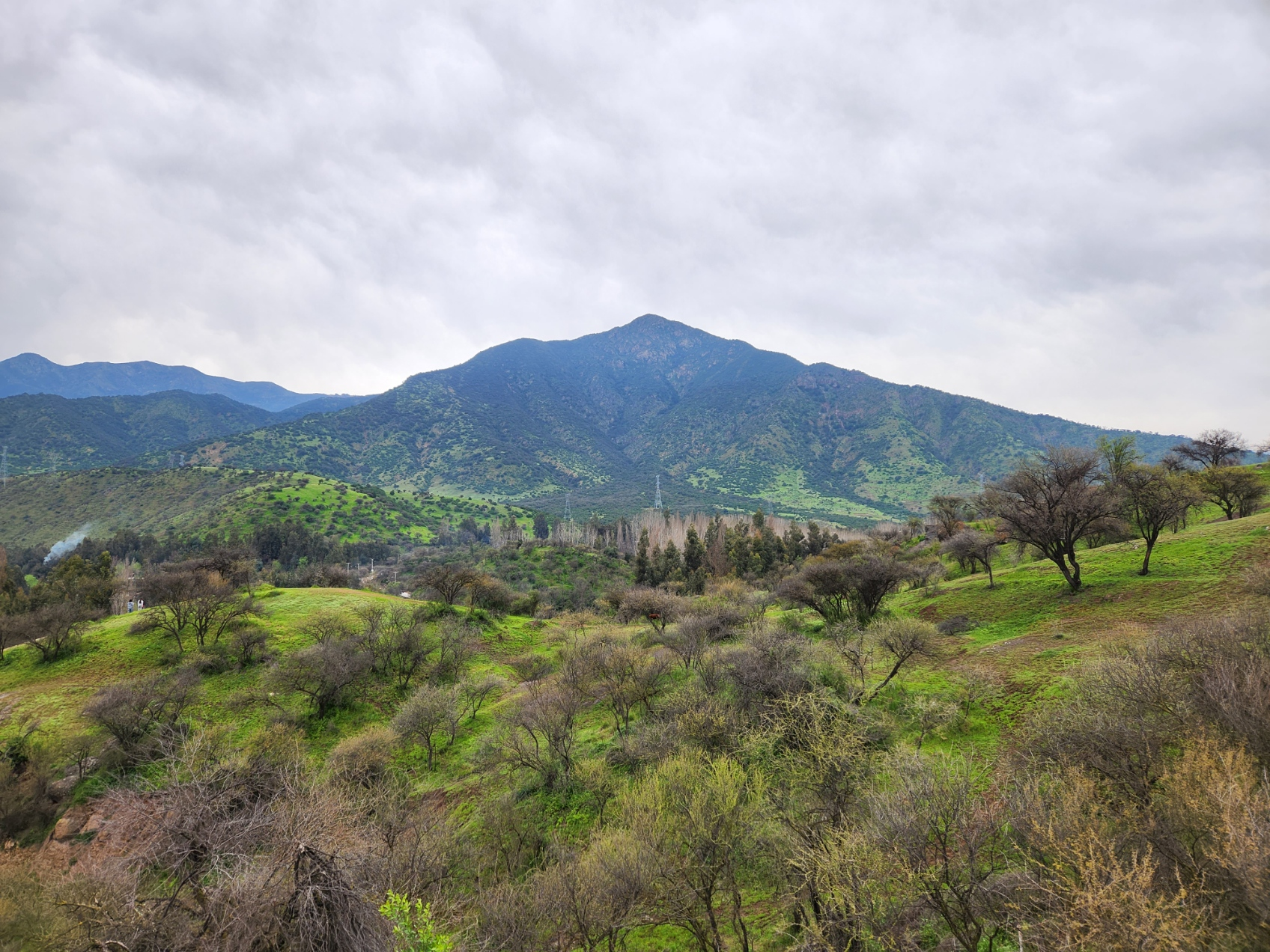
Vegetación nativa cerca del cerro Huilquío en la localidad de El Cerrillo.

La comuna de Rengo está inserta en una zona subhúmeda con predominio de vegetación mesófita, predominando formaciones vegetales como praderas (6,8) y matorrales (32,3%), representando un 39,1% de la superficie comunal. Las praderas se distribuyen en el curso superior del río Claro, a una altura máxima aproximada de 2 700 m s. n. m. Igualmente, un sector de praderas se encuentra en el sector cordillerano, al oriente de la localidad de El Cerrillo, próximo al cerro Caracoles (1 456 m). La formación de matorrales es la que se encuentra con mayor abundancia en Rengo, distribuyéndose en los cerros precordilleranos en torno al cañón del río Claro y el estero Tipaume, y en los cerros-isla al oriente de la comuna de alturas inferiores a los mil metros de altura, como el Naicura (652 m) y el cerro del Señor (770 m). La presencia de bosque nativo es escasa, ocupando 3 303 hectáreas, los cuales representan un 5,5 % de la comuna. Es predominantemente de tipo renoval abierto, y se concentra en algunos sectores aislados de la precordillera y la Cordillera de los Andes, donde puede alcanzar hasta 1 500 m de altura. Hay paños de bosque nativo en las laderas de los cerros Caracoles, Los Cerdos (1 056 m) y El Risco (1 221 m), enfrentando al río, y al oriente de Las Nieves, de mayor altura. Respecto al bosque de plantación, estos se concentran en las rinconadas de los cerros próximos a Esmeralda, al oriente de la ciudad de Rengo, y en torno al río Claro. La vegetación más abundante en la zona consiste en espinos, palmas chilenas, boldos, litres y quillayes, muchos de los cuales son ocupados para carbón vegetal o para uso doméstico en chimeneas.

### Fauna
Se destacan un dominio y gran riqueza de aves dentro de la comuna, más apreciable en sitios con poca actividad urbana. Dentro de los mamíferos, se encuentran especies del orden Rodentia y del orden Lagomorpha. Los anfibios casi han desaparecido de los campos chilenos, debido a la sensibilidad que manifiestan estas especies frente a la alteración directa de sus hábitats. Finalmente, los reptiles identificados corresponden a lagartos, culebra de cola corta y culebra de cola larga.
Al oriente de la comuna de Rengo se han identificado fuertes manifestaciones de un acelerado proceso de erosión y erodabilidad de las laderas de los cerros, producto de precipitaciones intensas, la inclinación del suelo y la existencia de material no consolidado. Esta situación se agrava con el efecto de la ganadería caprina y consiguiente destrucción de la cubierta vegetal; y con la producción de carbón, factores que han dejado expuestos a los agentes erosivos en la roca madre, aportando a las laderas sedimentos limo-arcillosos y cantos rodados fácilmente erosionables.

### Medidas de protección ambiental y conflictos socioambientales
Hasta 2022, la comuna de Rengo cuenta con las siguientes zonas que poseen algún nivel de protección ambiental:
- Cerros Islas Coinco (Sitios ERB)[43]
- Precordillera Andina Norte (Sitios ERB)[44]
- Precordillera Andina Sur (Sitios ERB)[45]
- Reserva Nacional Río De Los Cipreses (Reserva Nacional)
- Río Claro de Rengo (Sitios ERB)[46]

## Demografía

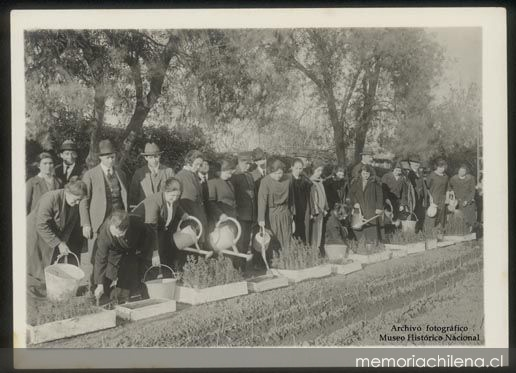
Alumnos de un curso agrícola en Rengo, hacia 1935.

De acuerdo a los datos que arrojó el censo nacional de 2017, la comuna de Rengo tiene una superficie aproximada de 755 kilómetros cuadrados y 58 825 habitantes, de los cuales el 49,3% son mujeres y el 50,7% son hombres. La densidad poblacional corresponde a 77,91 habitantes por kilómetro cuadrado, los que se distribuyen en un 78% en el área urbana y un 22% en el área rural. Esta densidad sufre variaciones por fuertes corrientes migratorias provenientes del sur de Chile, que buscan oportunidades de trabajo estacional. En el contexto provincial, Rengo ocupa una situación destacada debido a que presenta un 9,1% de la población total de la provincia, cifra que la sitúa en el segundo lugar en términos de concentración demográfica, después de Rancagua, en el sistema de centros poblados de la provincia de Cachapoal. Asimismo, es la tercera comuna más poblada de la región de O'Higgins, tras Rancagua y San Fernando. Un 6,2% de la población comunal se identifica como perteneciente al pueblo mapuche.
La población se concentra en la ciudad de Rengo (64,12% del total comunal) y en los pueblos de Rosario (7,8%) y Esmeralda (5,8%). La comuna manifiesta una tasa media de crecimiento, habiendo alcanzado un 2,6% en este indicador intercensal entre 1992 y 2002. No obstante, a niveles individuales, la ciudad de Rengo y los pueblos de Rosario y Esmeralda presentaron una alta tasa de crecimiento en el mismo periodo, con un 3,6%, 4,8% y 2,6%, respectivamente.
La fuerza laboral está compuesta en un 60% por personas menores de 30 años, cuyo nivel educacional, mayoritariamente, no supera los 8 años de escolaridad. Un 31.2% de la población corresponde al segmento comprendido entre los 30 y 60 años, correspondiendo un 9,1% a adultos mayores. La ocupación de la fuerza laboral está orientada principalmente a actividades primarias (57%) de la agricultura, con predominio en trabajos estacionales (en los períodos de siembra a cosecha).
| Entidad          | Población (hab.) |
| ---------------- | ---------------- |
| Cóbil            | 2 269            |
| Chapetón         | 4 992            |
| Malambo          | 432              |
| Césares          | 33 917           |
| Popeta           | 983              |
| Chanqueahue      | 1 791            |
| Lo de Lobo       | 1 937            |
| Rosario          | 4 854            |
| Apalta           | 1 980            |
| Rosario Poniente | 2 693            |
| Esmeralda        | 2 766            |
| N/A              | 211              |
| Total comunal    | 58 825           |

### Urbanismo

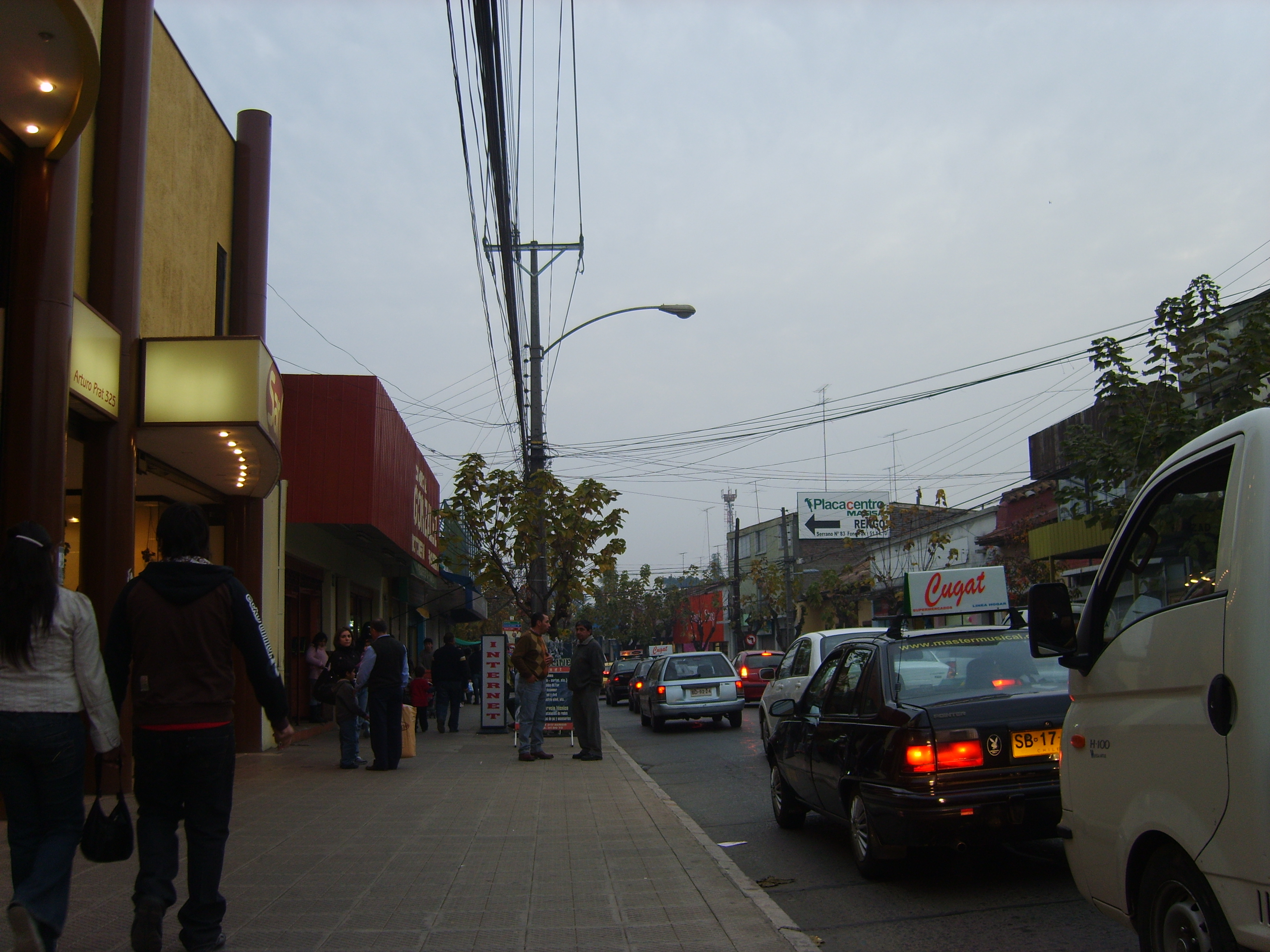
Calle Arturo Prat, principal arteria vial urbana de Rengo.

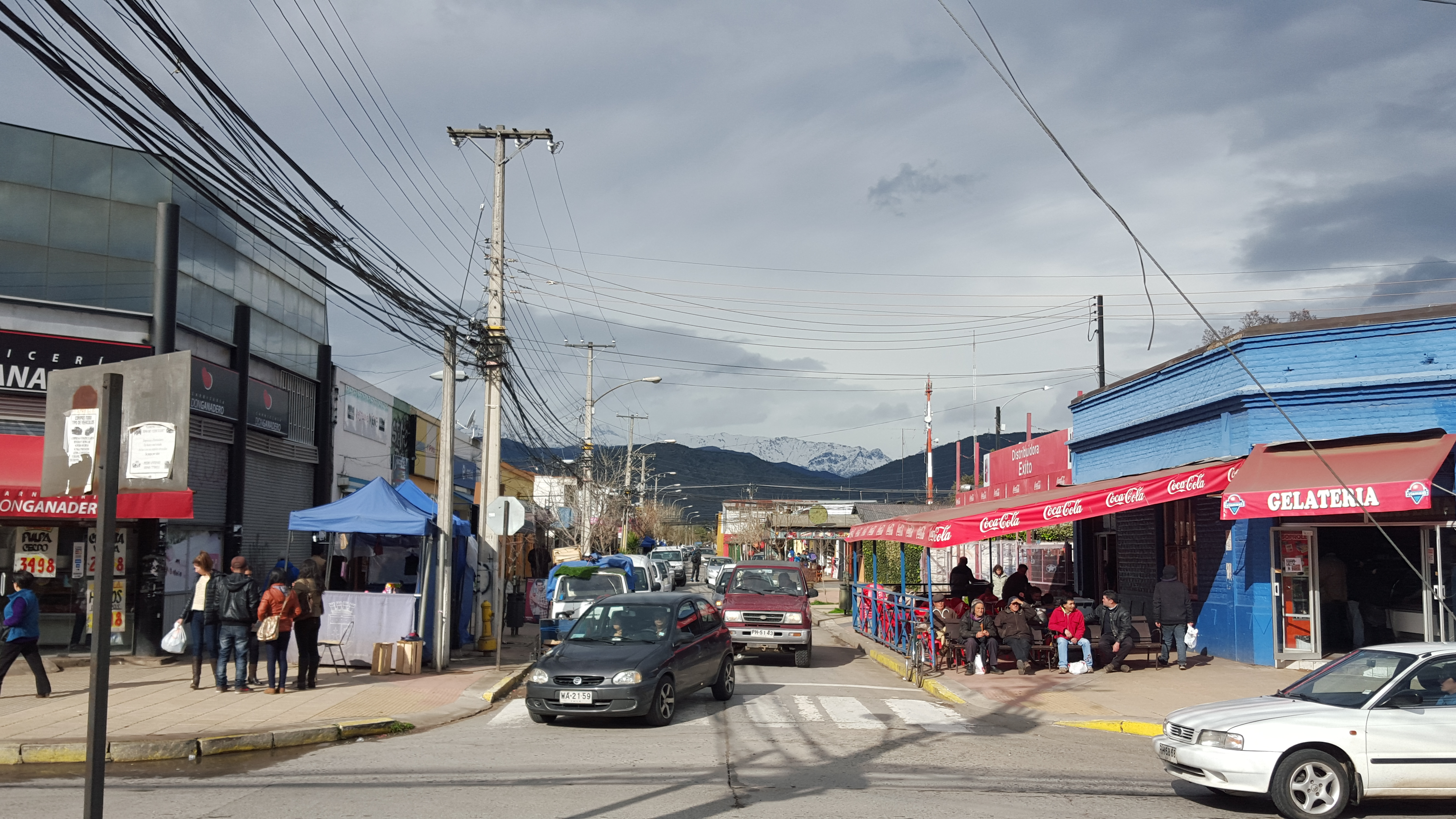
Vista de la calle Democracia en Rengo.

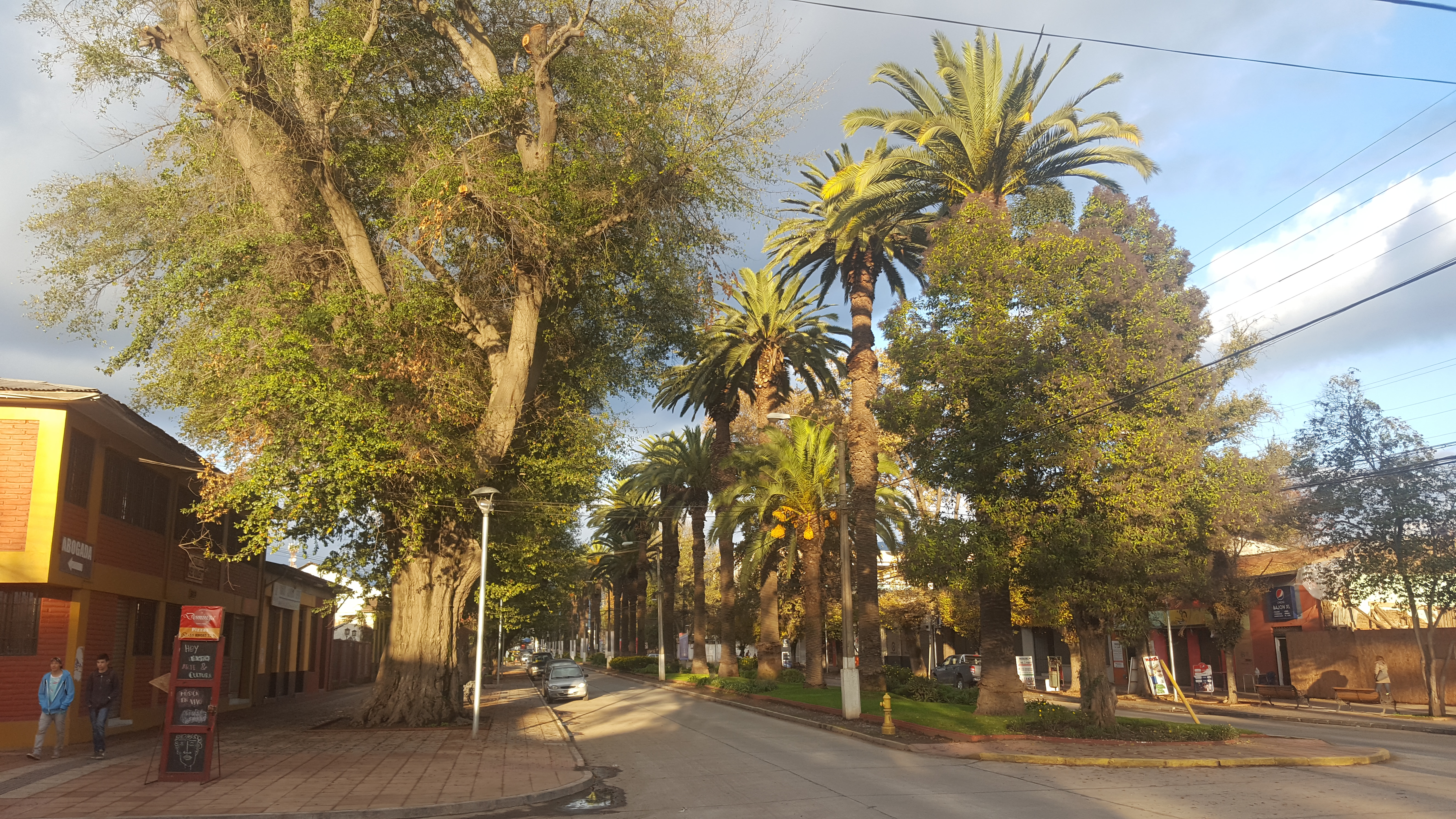
Avenida Bisquert.

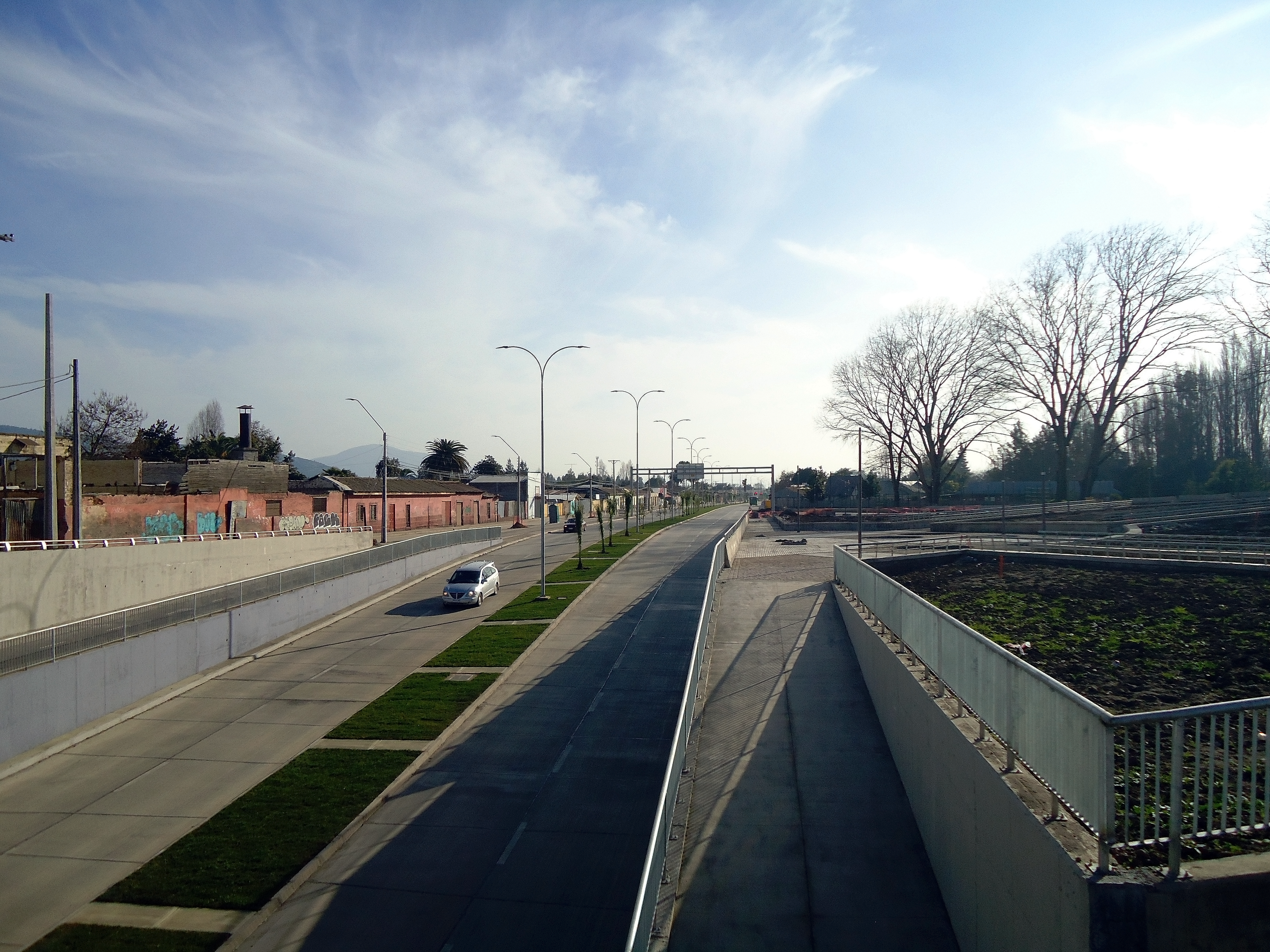
Avenida Ernesto Riquelme, principal vía de acceso a Rengo.

La vialidad estructurante de la ciudad de Rengo está compuesta por un eje principal en sentido norte-sur, con un trazado zigzagueante definido por un antiguo brazo del río Claro, que articula y define la estructura urbanística de la ciudad. Este está determinado de poniente a oriente por la Ruta 5 Sur, la vía férrea, San Martín, Arturo Prat/Condell, y Caupolicán/Lucas Sierra. Cruzando este eje, en sentido oriente-poniente, se encuentran como principales arterias las calles Egenau/Ladrón de Guevara, Riquelme/Alonso de Ercilla; avenida Bisquertt/Urriola y Coronel Marzán. En general, las principales arterias viales de Rengo tienen un escaso sentido de perpendicularidad entre ellas, lo que sumado a la presencia de un sistema vial secundario conformado de manera desordenada sobre el territorio (continua en algunas áreas de la ciudad y en otras no), definen un diseño urbano dispersa, desconcentrada y heterogénea en su conformación.
La calle Arturo Prat es interceptada por Riquelme, cuya prolongación conecta a la ciudad de Rengo con Malloa y desde allí al poniente de la región, siendo uno de los accesos principales a la ciudad desde la Ruta 5. La avenida Bisquertt, por su parte, define el casco tradicional o fundacional de la ciudad, conectando la estación de ferrocarriles con la plaza de Armas, que es uno de los espacios públicos más importantes de Rengo y que define la breve trama de damero que se desarrolla en torno a esta área.
El 11 de febrero de 2014 fue publicada la Modificación N.º 2 al Plan Regulador Comunal de Rengo que prorrogó y clasificó la vialidad estructurante de las tres zonas urbanas de la comuna de Rengo.
En la ciudad de Rengo se observa una importante diversidad de usos dentro de los cuales el dominante es la actividad residencial, dispersa en todo el territorio, complementada con la existencia de infraestructura del sector servicios, equipamiento de todo tipo y actividades del sector productivo agrícola e industrial. La mayor concentración de usos de diversa índole se desarrolla en el área conformada por la plaza de Armas, las manzanas aledañas a ésta, el par vial San Martín-Prat (hacia el norte de la plaza) y el par vial Bisquertt-Portales. Esta zona define el centro de la ciudad, donde se instalan diversos servicios, comercios minoristas, mayoristas y de gran escala, equipamiento de culto, de educación, de salud, de seguridad, institucional, bomberos, cárcel, juzgado y oficinas profesionales, etc.
Si bien la ciudad de Rengo presenta situaciones conflictivas en su ordenamiento urbano actual, también es cierto que posee un importante centro cívico y comercial consolidado, que presta servicios tanto a nivel comunal como intercomunal. En este sentido, la trama de transporte público potencia su conectividad y su rol de ciudad principal de una microárea denominada Intercomuna del Río Claro, que comprende, además de Rengo, a las zonas urbanas y rurales de Requínoa, Malloa, Quinta de Tilcoco y Coínco.
El 14 de abril de 2009 fue publicado el nuevo Plan Regulador Comunal de Rengo que incorporó nuevas áreas urbanas tanto a la ciudad de Rengo como a la localidad de Rosario a la vez que fue creada la nueva zona urbana de Esmeralda.
El 24 de diciembre de 2010 fue publicado el Plan Regulador Intercomunal Río Claro que incluye los territorios de la comuna de Rengo junto a las demás comunas de Requínoa, Coinco, Quinta de Tilcoco y Malloa. El Plan Regulador Intercomunal Río Claro fue ideado e impulsado por la I. Municipalidad de Rengo.

## Administración

### Municipalidad

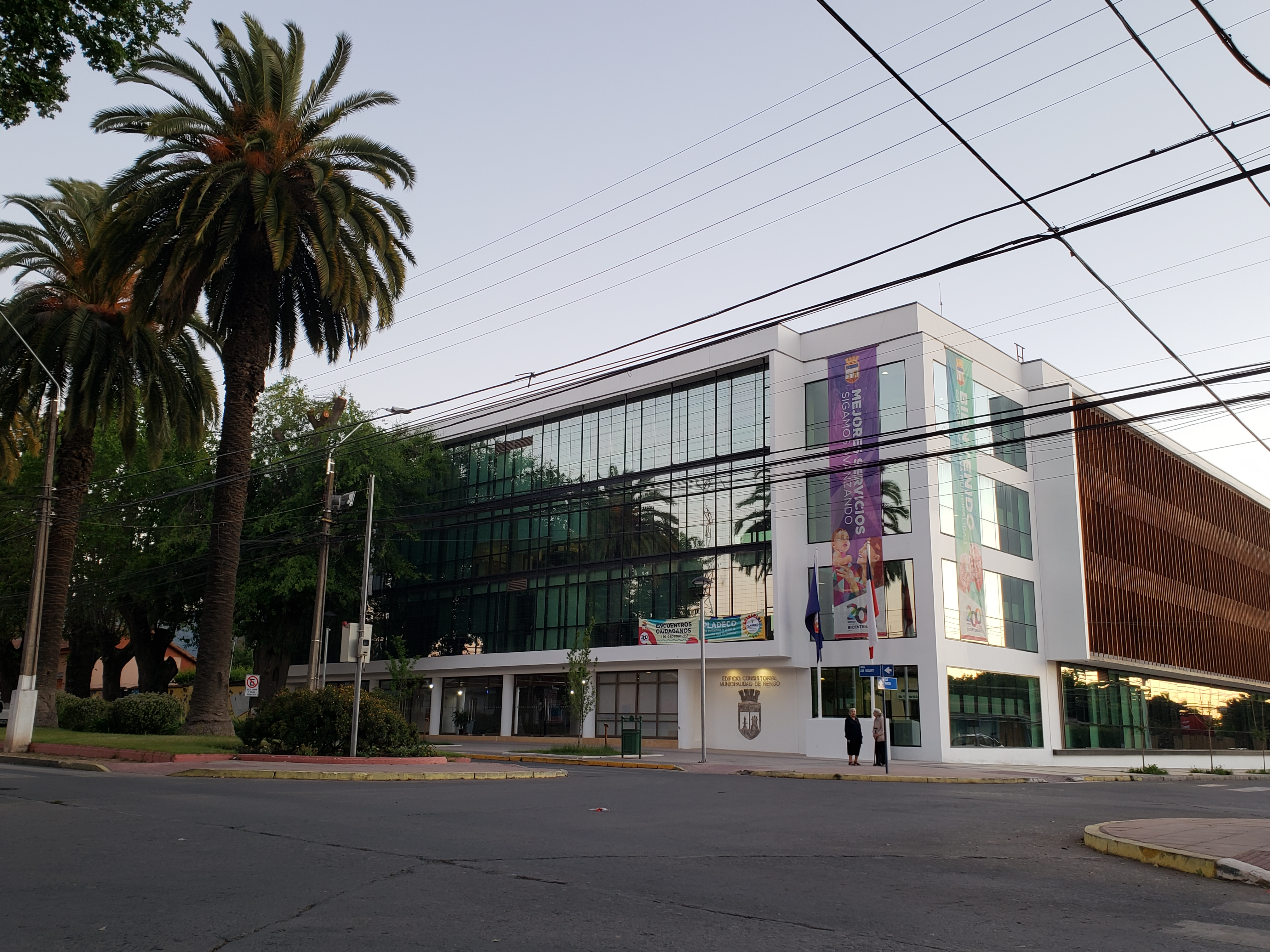
Edificio Consistorial, sede de la Municipalidad de Rengo.

La administración de la comuna de Rengo corresponde a la Ilustre Municipalidad de Rengo, que es dirigida por el alcalde Enrique del Barrio (IND-RN) desde 2024, que cuenta con la asesoría del Concejo municipal, compuesto desde el 6 de diciembre de 2024 por:
- José Díaz Rojas (FA).
- María Angélica Briones Saavedra (PPD).
- Marcelo Pino Placencia (REP)
- Renato Díaz Rojas (IND-RN).
- Marcos José Gatica Emparanza (IND-RN)
- Juan Francisco Contreras Valdés (IND-RN).

### Representación parlamentaria
Rengo es la segunda comuna más poblada del distrito electoral N.º 15, que integra junto a las comunas de Rancagua, Graneros, Mostazal, Codegua, Machalí, Olivar, Requínoa, Malloa, Quinta de Tilcoco, Coltauco, Coinco y Doñihue. Asimismo, pertenece a la VIII circunscripción senatorial. Es representada en el Senado por Javier Macaya de la UDI, Alejandra Sepúlveda de FREVS y Juan Luis Castro del PS. Asimismo, está representada en la Cámara de Diputados por Diego Schalper Sepúlveda de RN, Raúl Soto Mardones del PPD y las independientes Marcela Riquelme, Natalia Romero y Marta González.

## Economía

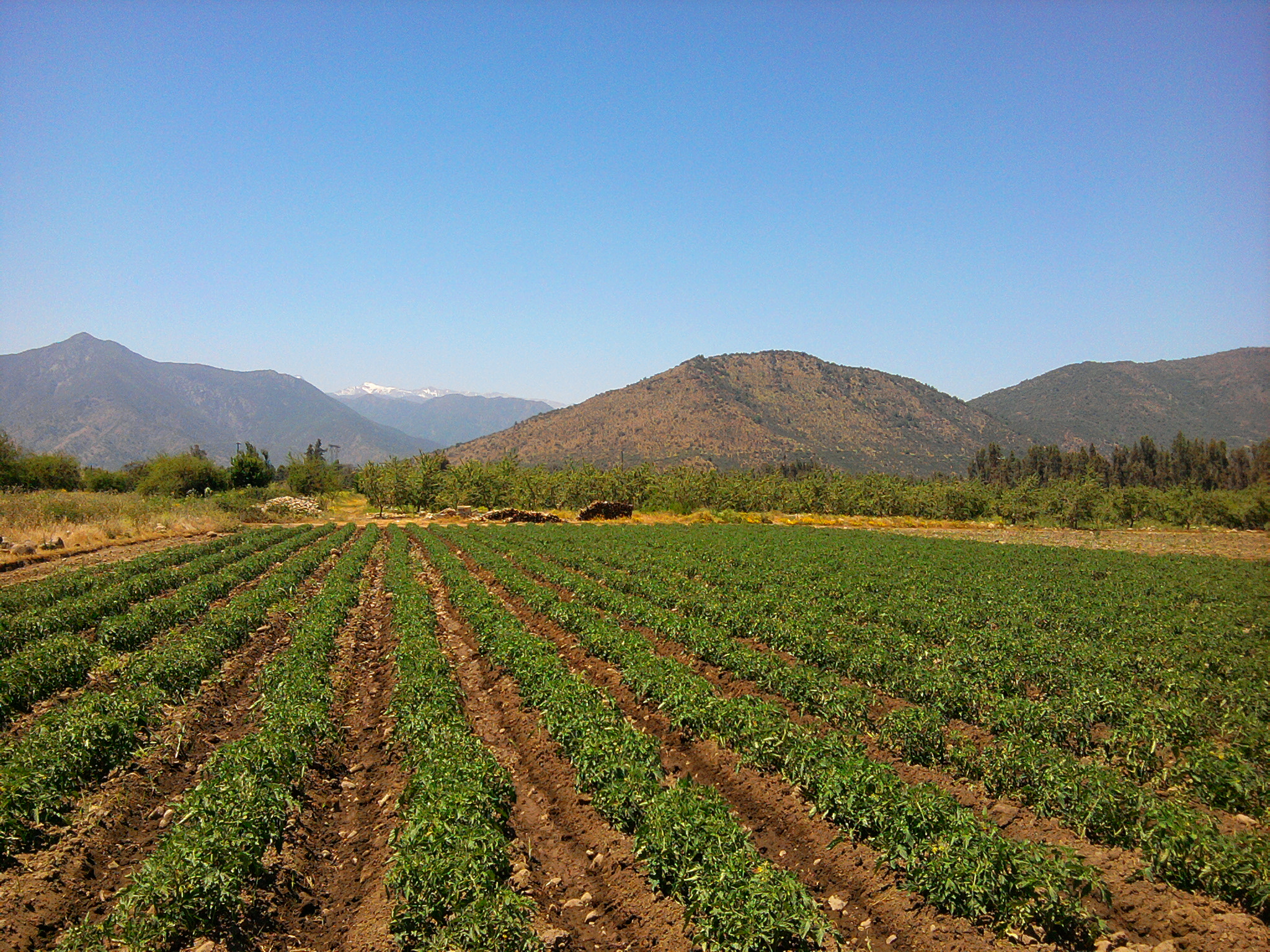
Cultivos de tomate renguino.

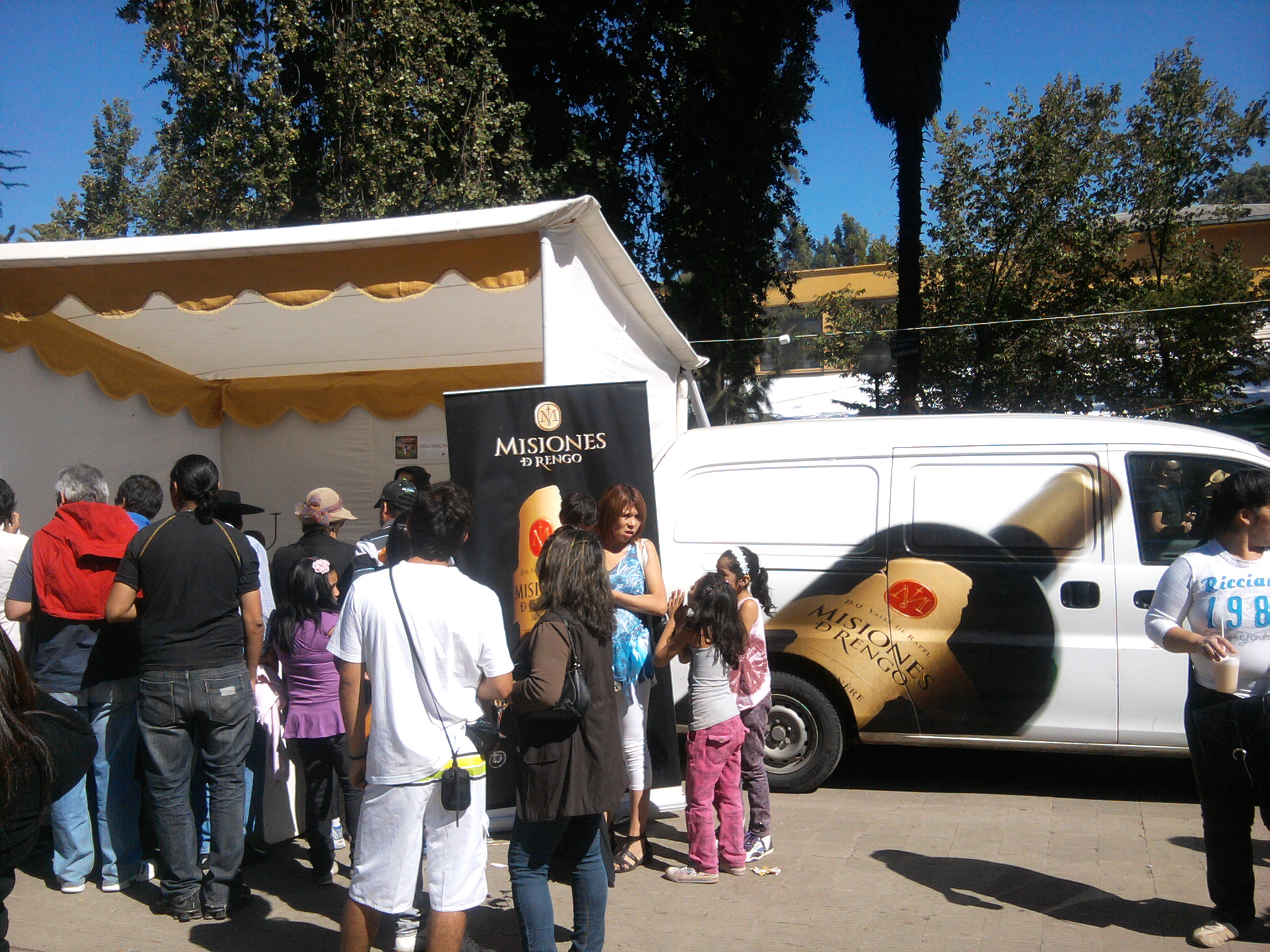
Exhibición de la Viña Misiones de Rengo en la Fiesta de la Vendimia 2011.

La comuna de Rengo muestra una vocación económica primordialmente agrícola que atiende a las oportunidades que generan, básicamente, el mercado consumidor interno y el mercado externo, en combinación con las posibilidades agroclimáticas, la capacidad empresarial y la disponibilidad de mano de obra. La actividad agrícola en la zonas rurales de la comuna destaca por el cultivo de cereales, legumbres y cultivos industriales (raps, girasol y remolacha), además de cultivos anuales de maíz y trigo, y superficies menores destinadas a la siembra de papa, poroto y tomate. A estos cultivos, se debe agregar el cultivo de frutas (almendras, duraznos, ciruelas, manzanas y peras), destacando también, la producción frutícola de uva de exportación. La superficie cultivable asciende a un 25% del territorio comunal y corresponde a suelos de riego, lo que sumado al clima mediterráneo y a la abundancia de aguas puras no contaminadas, permite cultivar productos de exportación.
En el rubro de la ciencia agraria, en el sector de Los Choapinos (al norte de la comuna) se encuentran las oficinas de la dirección regional del Instituto de Investigaciones Agropecuarias (INIA) en el denominado Centro Regional de Investigación Rayentué, en donde se efectúan estudios para el mejoramiento de la competitividad agrícola regional en los mercados internacionales, principalmente sobre horticultura y fruticultura. En esas dependencias funciona el Centro de Estudios Avanzados en Fruticultura (CEAF), centro regional de investigación que se estableció el año 2009, enfocado en buscar soluciones a problemas de la fruticultura local y a la obtención de métodos y productos tecnológicos innovadores y amigables con el medio ambiente, que mejoren la productividad de especies frutales claves para la región.
En cuanto al sector industrial, las actividades predominantes en la comuna son la agroindustria y las empresas vinícolas. Otros sectores industriales de trascendencia son las industrias eléctricas, siderúrgicas, de alimentos, avícolas y de fabricación de productos metálicos. La industria está representada también, por la fabricación de productos químicos industriales y frigoríficos relacionados con la conservación de todo tipo de carnes. Respecto a la capacidad productiva agroindustrial en la comuna, destaca la infraestructura destinada a packings, invernaderos y bodegas de vinos. La actividad industrial, creciente en la zona desde mediados del siglo XX, representa aproximadamente el 50% del total de la economía en la ciudad de Rengo, y se asocia a industrias como la Siderúrgica Huachipato, la fabricante de artículos eléctricos Bticino, las industrias de alimentos Invertec Foods, The Coca-Cola Company y Agrosuper, además de las distintas empresas vitivinícolas de la zona, entre otras. En lo que se refiere al sector servicios, esta actividad supera el 30% de la actividad económica comunal. Está enfocado en el sector financiero, judicial, servicios públicos, y comercio minorista. Destaca, asimismo, la alta concentración de equipamiento educacional y de centros de salud y laboratorios médicos, los cuales prestan servicios a diversas comunas y localidades aledañas dentro de la provincia del Cachapoal.
El turismo es una actividad incipiente, desarrollándose básicamente en los balnearios precordilleranos de Popeta y por la Ruta del Vino del Valle del Cachapoal. Con todo, posee una potencialidad turística comparativa en su ruralidad, folclore, tradición, paisaje, agua pura y buenas condiciones climáticas. Según la clasificación genérica que realiza el Servicio Nacional de Turismo de las potencialidades turísticas, la comuna de Rengo presenta potencial para el agroturismo y el turismo de montaña.

## Servicios públicos

### Abastecimiento

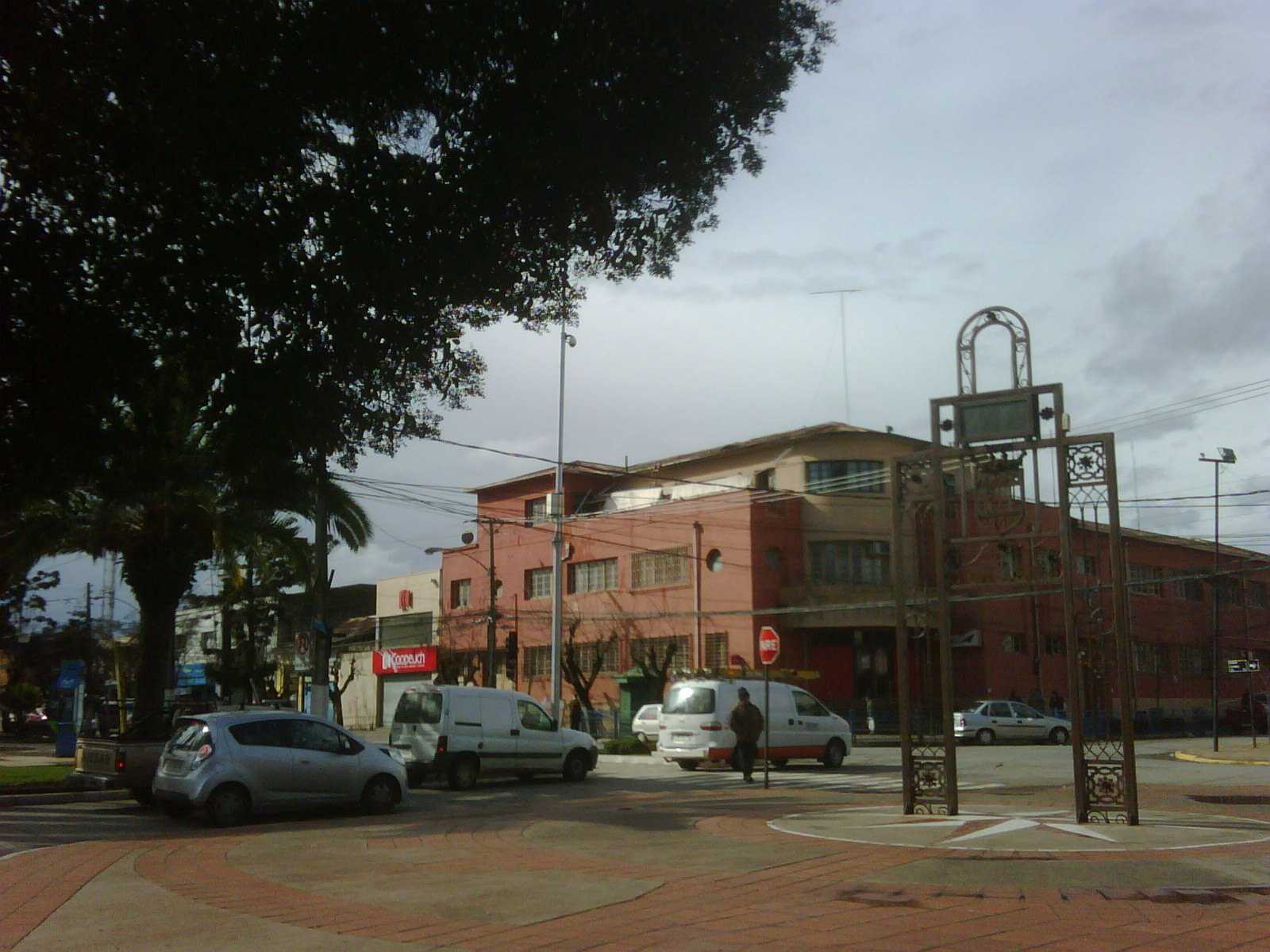
Edificio de la Gobernación, actual sede de la sucursal Rengo de Correos de Chile.

Los servicios básicos están principalmente en manos de empresas privadas desde fines de los años 1980 y comienzos de los años 1990. La Compañía General de Electricidad es la encargada de la distribución eléctrica de la comuna de Rengo, servida por el Sistema Interconectado Central. El suministro de agua potable y servicio de alcantarillado corresponde a ESSBIO, empresa que absorbió a la antigua Empresa de Servicios Sanitarios de El Libertador, ESSEL.

### Educación

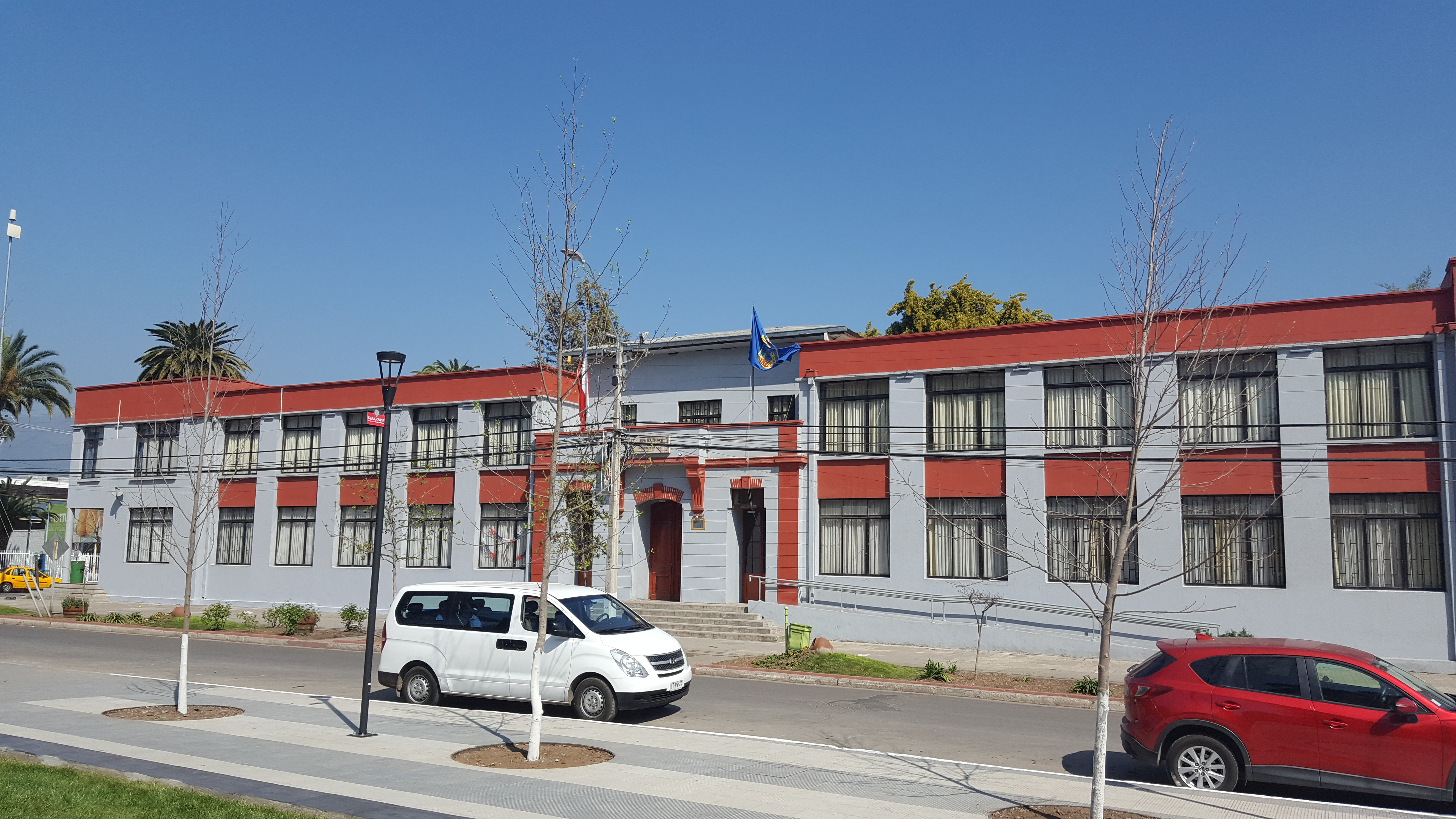
Liceo Tomás Marín de Poveda de Rengo.

El sistema educacional municipalizado cuenta con un total de 27 establecimientos, quince de ellos en el sector urbano de la comuna (cinco liceos y 10 escuelas de educación básica) y doce en sectores rurales. Los centros de enseñanza media municipales de la comuna son el Liceo Bicentenario Oriente, el Liceo Luis Urbina Flores, el Liceo Industrial de Rengo, el Liceo Politécnico Tomás Marín de Poveda y la escuela Manuel Francisco Correa. Además, existe una oferta de relevante de colegios particulares subvencionados en la comuna: los colegios Alma Mater, Antilen, Asunción y San Antonio del Baluarte, en Rengo, y Rosario College en Rosario. Alrededor de un 30 % de la matrícula escolar de Rengo corresponde a estudiantes que provienen de otras comunas, principalmente de Malloa, Requínoa y Quinta de Tilcoco. Desde 2018, se incorporaron al sistema de administración de educación municipal siete jardines infantiles que atienden el nivel educacional preescolar.
Respecto a la educación superior, en 2003 el Gobierno Regional de O'Higgins llamó a licitación para la instalación de una universidad del Consejo de Rectores en la región, proceso que se adjudicó la Universidad de Valparaíso. Poco después, esta puso en funcionamiento el Campus Rengo, que impartió las carreras de administración pública, administración de negocios internacionales y diseño. Después se inició la construcción de un edificio en el sector El Chapetón, pero la insolvencia económica de la Universidad para administrar el campus determinó su cierre en 2008 y la devolución del edificio al Gobierno Regional. Actualmente, se contempla la readecuación de dicho inmueble para su entrega a la Universidad de O'Higgins, mientras que el campus de las carreras de ingeniería de dicha casa de estudios se construirá en el sector El Naranjal.

### Salud

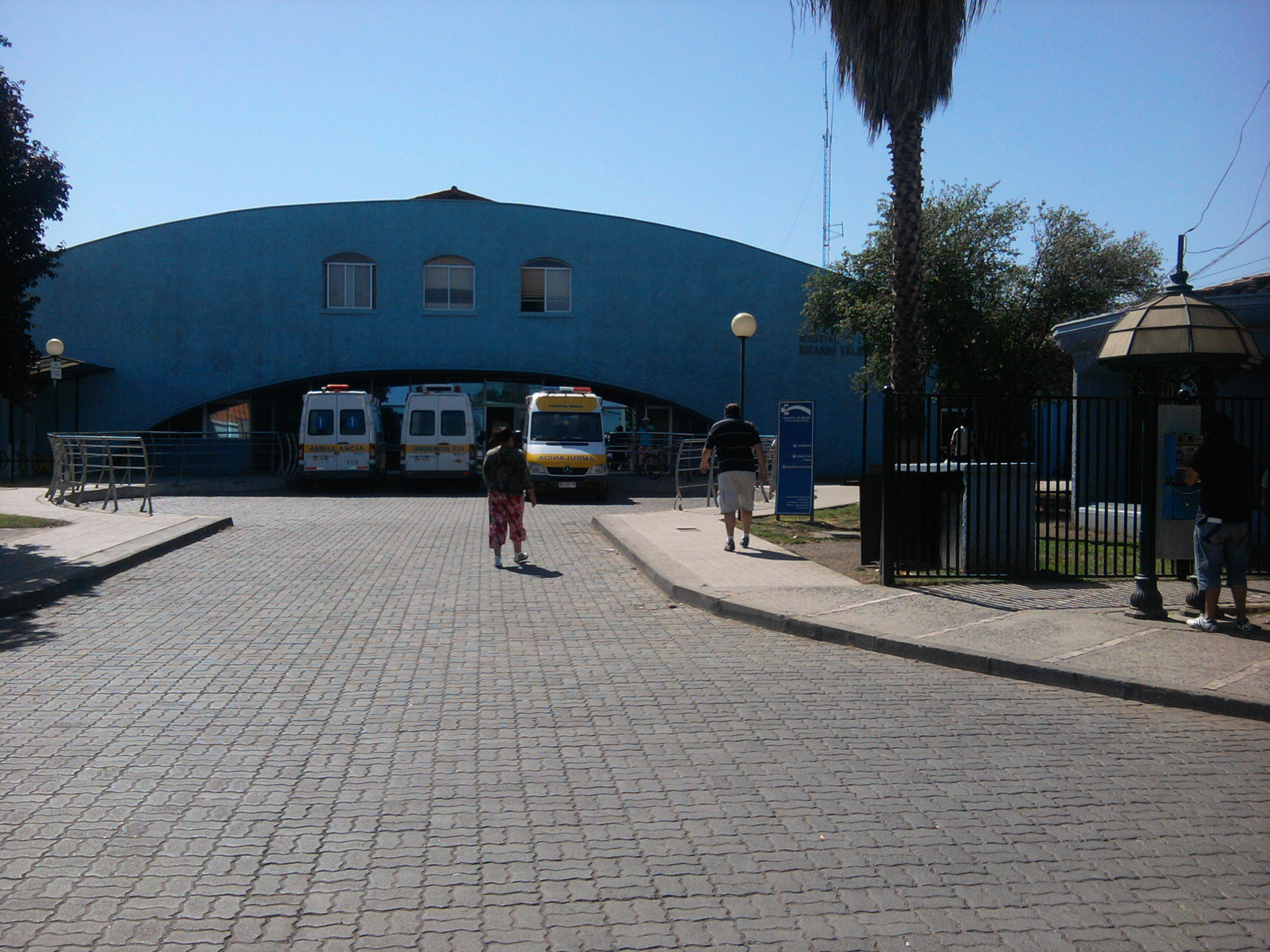
Entrada de urgencias del Hospital de Rengo.

En el área de la salud pública, la municipalidad de Rengo administra directamente el sistema de salud primaria a través de un Departamento de Salud. Este administra dos Centros de Salud Familiar (Cesfam), cuatro postas rurales y tres estaciones de salud rural. La comuna es parte integrante de la denominada Microárea Carretera de la Fruta, encabezada por el Hospital de Rengo y de la cual forman parte también centros de salud de Quinta de Tilcoco, San Vicente de Tagua Tagua, Malloa, Pelequén, Peumo, Pichidegua y Las Cabras. El Hospital de Rengo "Dr. Ricardo Valenzuela Sáez" se ha convertido con el tiempo en centro de referencia y resolutividad de la red asistencial regional, que en cierta forma descongestiona la atención de los hospitales de Rancagua y San Fernando, debido a su ubicación estratégica en torno a la ruta 5 Sur y a la carretera de la Fruta. El establecimiento pertenece al Servicio de Salud O'Higgins y corresponde a un hospital tipo 3, es decir, de mediana complejidad, que tiene como funciones la recuperación, fomento y protección de la salud y la rehabilitación de toda la población beneficiaria de la comuna y su microárea. En 2018, el Ministerio de Salud anunció un proyecto de normalización para el hospital, proyectándose un crecimiento a 250 camas clínicas y a cerca de 2 mil funcionarios, cuya construcción está planificada entre fines de 2025 y 2028.
El centro de salud familiar de Rosario (remodelado en 1995), las postas rurales de Popeta (1998), de El Cerrillo, de Lo de Lobo (2001), y de Lo Cartagena (2000), y las estaciones médicas rurales de Chanqueahue, Las Nieves (2003) y Esmeralda (2000) conforman la red asistencial comunal junto al Hospital de Rengo y al centro de salud familiar de Rengo, ubicado en el sector de La Isla, al norte de la ciudad. Además, en 2016 comenzó la licitación de la construcción de un nuevo Cesfam, en el sector urbano oriente de la comuna.
Asimismo, el Departamento de Salud Municipal administra la Farmacia Popular de la comuna, siendo la primera de este tipo que se instaló en la Región de O'Higgins, en febrero de 2016.

### Seguridad
La Cuarta Comisaría de Rengo pertenece a la Prefectura Cachapoal de la VI Zona de Carabineros de Chile. El territorio jurisdiccional de la ciudad de Rengo está subdividido en dos sectores que conforman cada uno un cuadrante de vigilancia y patrullaje policial. De la Cuarta Comisaría de Rengo dependen administrativamente la subcomisaría de Requínoa, las tenencias de Rosario, Pelequén y Coinco y los retenes de Quinta de Tilcoco, Malloa, Los Lirios, Olivar, Guacarhue, Millahue y Popeta.
Por su parte, la Policía de Investigaciones de Chile cuenta con una Brigada de Investigaciones Criminales (BICRIM) en la ciudad de Rengo.

## Cultura

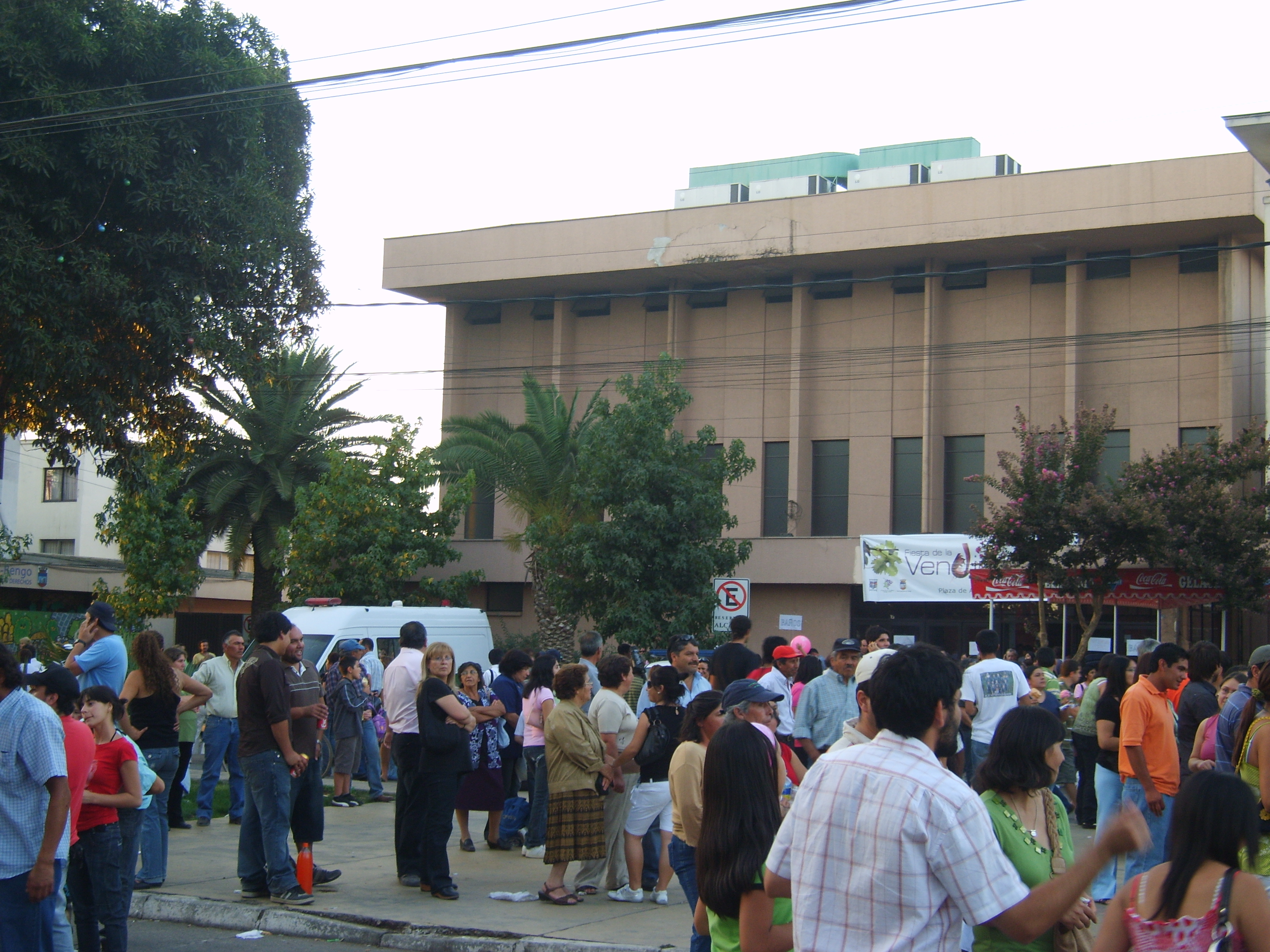
Fachada del Teatro municipal de Rengo.

El principal recinto cultural de Rengo es el Teatro municipal Hernán Quintanilla Méndez. Remodelado entre 1999 y 2000, comprende 1.463 m² de espacio útil y una capacidad de 679 butacas. Además de albergar periódicamente a lo largo del año espectáculos musicales, teatrales, de ballet y exposiciones pictóricas y fotográficas, cada verano es sede del Festival Internacional de Cine de Rengo (antes conocido como Festival de Cine Joven de Rengo), organizado por la Municipalidad de Rengo y una productora local y financiado por el Consejo Nacional de la Cultura y las Artes. El certamen incluye competencias nacionales e internacionales de nuevos realizadores, largometrajes de ficción en formato digital, cortometrajes de ficción, cortometrajes de animación, mediometrajes y documentales. La comuna también cuenta con las bibliotecas públicas N.º 70 de Rengo Luis Zárate Pérez y N.º 299 de Rosario, que dependen técnicamente de la Dirección de Bibliotecas, Archivos y Museos.
La principal organización artístico-cultural de la comuna es la Corporación Cultural de Rengo. Fundada en 1996, efectúa un trabajo permanente e intenso de conservación, investigación, promoción y difusión cultural para el país y la región, desde la comuna de Rengo. La Corporación ha organizado importantes espectáculos, como la presentación de la Ópera de Pekín de Tianjin en el Teatro municipal, en el marco de la conmemoración de los 40 años de relaciones entre China y Chile.

### Símbolos
El escudo de Rengo tiene una forma española, de bordura oro, con tres cortes; el primero, campo azur con cinco estrellas en arco; el segundo, partida en dos cuarteles de azur: el primero simbolizando la pileta de agua que está instalada en la plaza de Armas de Rengo (de estilo morisco en combinación de piedra y fierro forjado, instalada por orden del gobernador del Departamento de Caupolicán, Carlos Vandorse, en 1881), y el segundo simbolizando una torre; el tercer corte contiene la palabra "RENGO" en letras oro sobre un campo de gules. El escudo está adornado con una corona mural genérica.
La bandera de la comuna es el escudo de Rengo sobre un fondo azul.

### Festividades

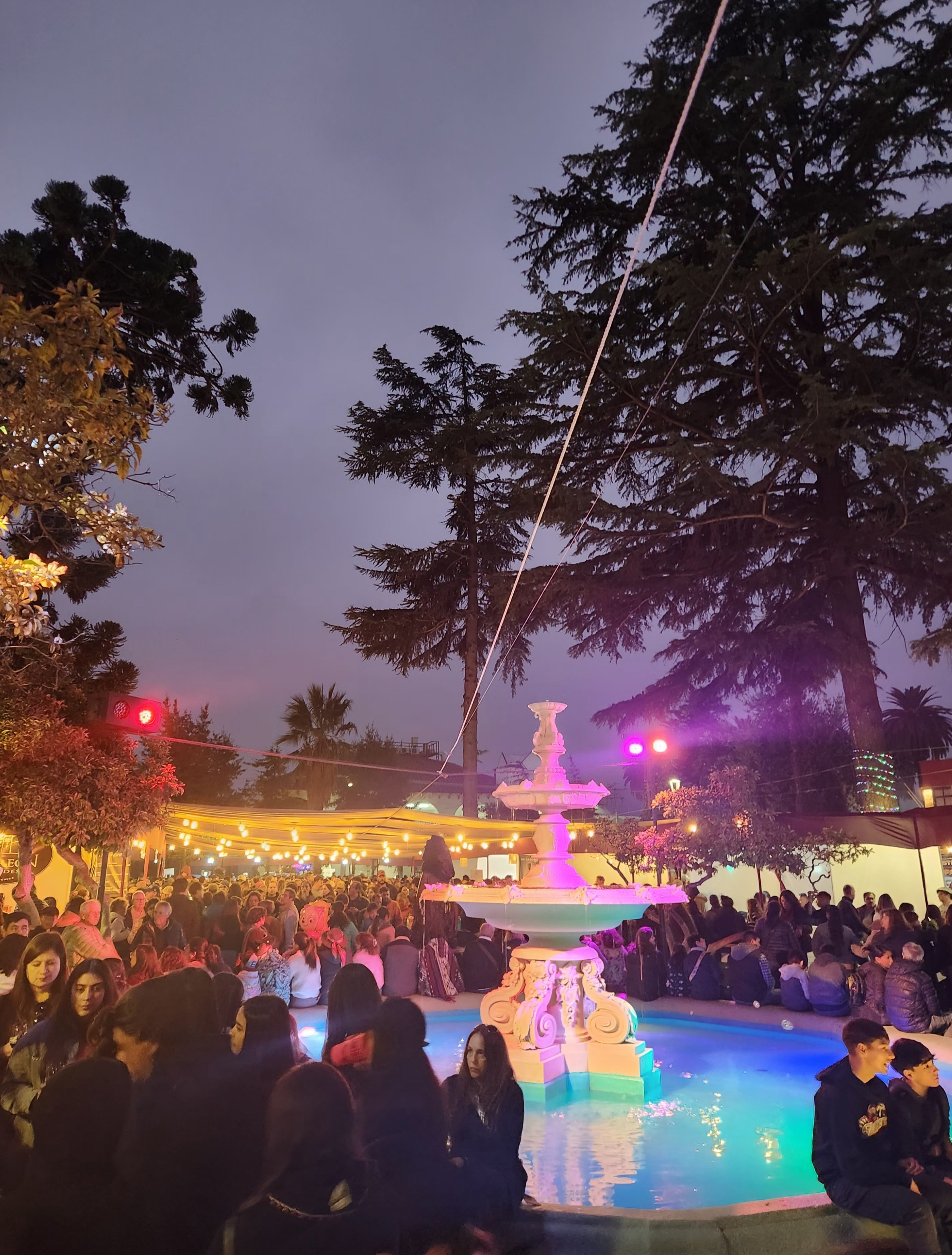
Fiesta de la Vendimia de Rengo 2025

El último fin de semana de marzo desde 2002 (con la excepción de 2010 a propósito del terremoto de ese año), se lleva a cabo en la plaza de Armas de la ciudad la Fiesta de la Vendimia, celebración en que las viñas de la zona exponen sus mejores vinos, acompañada de degustaciones de gastronomía típica, muestra de artesanías y folclore, elección de reina y la presentación de artistas locales y nacionales.
También durante el mes de marzo, en Rosario, se organiza la "Fiesta de la Fruta, sus Frutos y su Gente", en donde las empresas frutícolas locales exhiben en una concurrida feria su producción, que incluye fruta natural, fruta deshidratada y pulpa convertida en mermeladas y jugos. La fiesta también incluye una muestra artesanal, gastronomía y la presentación de varios conjuntos folclóricos.
Finalmente, cada 17 de septiembre la comuna celebra el aniversario de su designación como ciudad (acaecida en 1831). En la mañana, se realiza un Te Deum en la Basílica Santa Ana con las principales autoridades regionales, comunales y cívicas, tras lo cual se efectúa un desfile escolar y comunitario en el bandejón central de la avenida Bisquertt, frente a la plaza de Armas, encabezado por la banda municipal. Terminado el desfile, se realiza un espectáculo pirotécnico.

## Lugares de interés

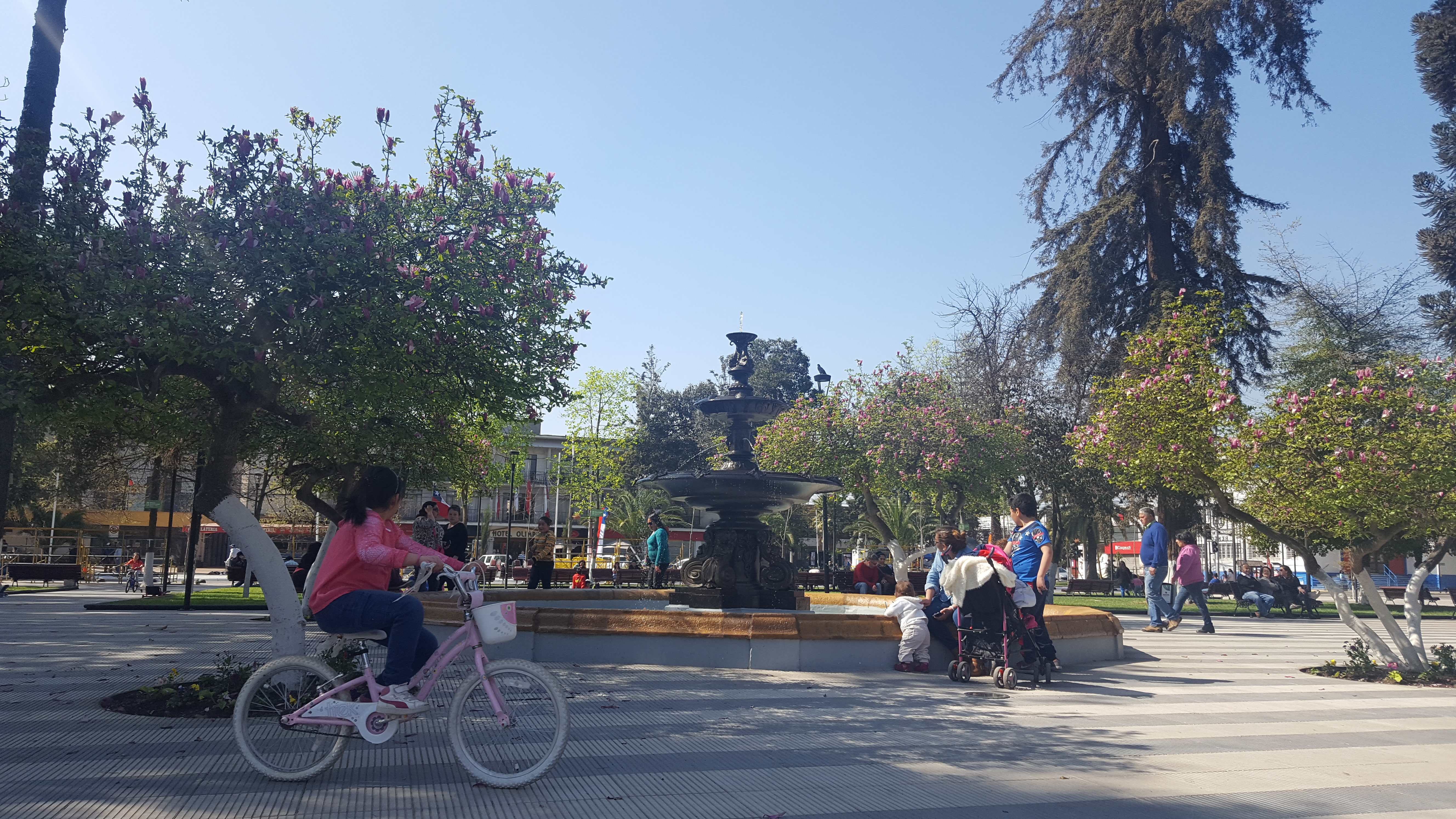
Vista de la plaza de Armas de Rengo

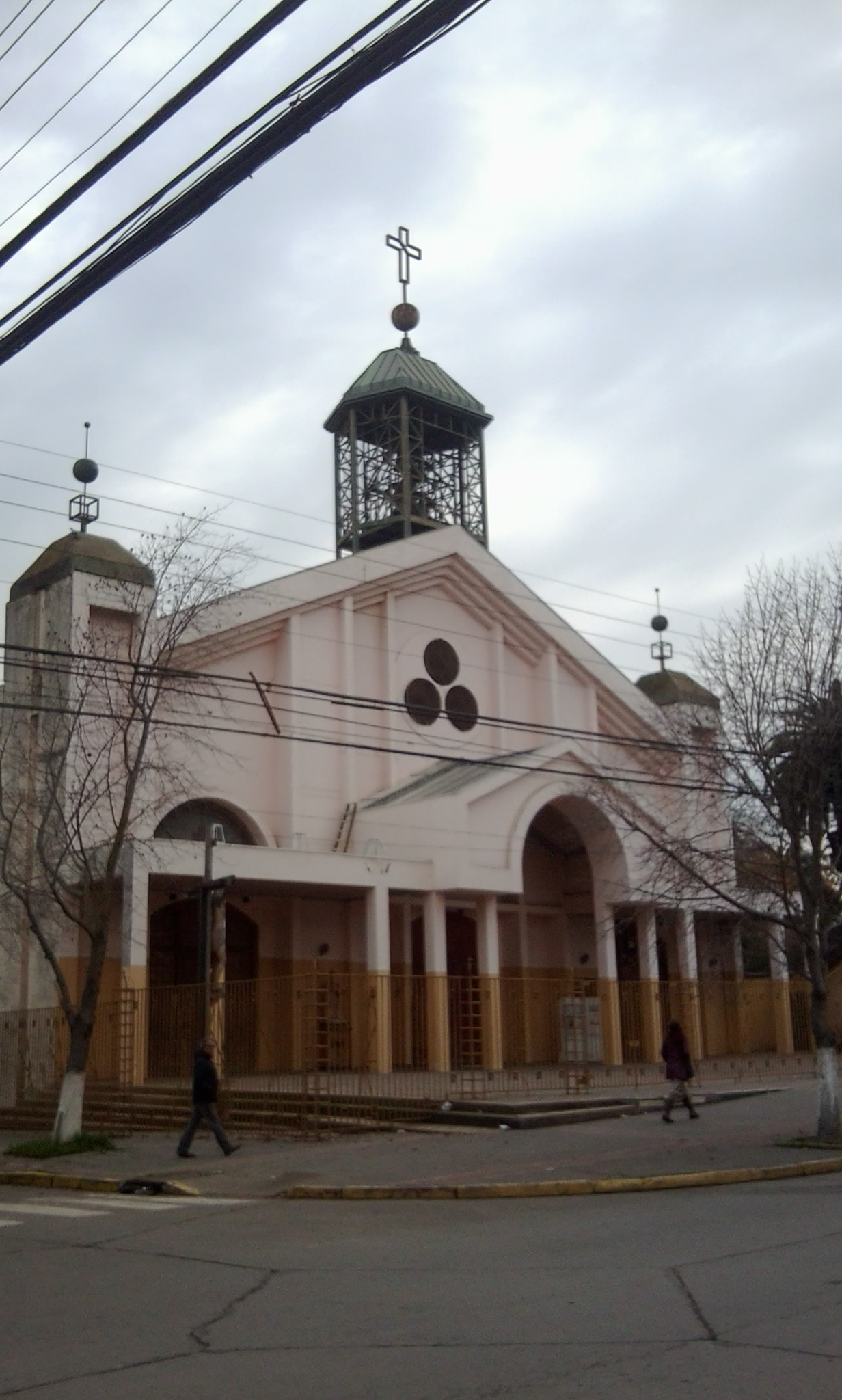
Basílica de Santa Ana

### Patrimonio arquitectónico
Los más importantes elementos patrimoniales de Rengo se enmarcan en el sector comprendido entre la estación de ferrocarriles, la avenida Bisquertt y la plaza de Armas, sector postulado por la Corporación Cultural de Rengo como Zona Típica ante el Consejo de Monumentos Nacionales. La avenida Bisquertt, llamada hasta 1856 Paseo Lautaro, posee el nombre actual de quien donara los terrenos para su construcción, don José Bisquert de la Barrera. Esta importante arteria, cubierta de variadas y añosas especies arbóreas, se constituyó en el centro comercial y social de mayor importancia entre los años 1950 y 1960. Allí se encontraban los principales hitos de la vida ciudadana, como almacenes, boticas, relojerías, restaurantes, peluquerías, los célebres hoteles Central, Fénix y Municipal, negocios de abastos, la sucursal de la Caja Nacional de Ahorros (hoy BancoEstado), el Servicio de Investigaciones, una fábrica de barriles mieleros, la Fábrica Nacional de Fósforos, la Notaría y Conservador de Bienes Raíces de Caupolicán, la Escuela Superior de Niñas de Caupolicán, la Secretaría de la Asociación de Fútbol de Rengo, juzgados y el edificio de la Gobernación, que estuvo en lo que es hoy la Municipalidad y el edificio de Correos, en los tiempos en que Rengo era capital departamental.
La Basílica de Santa Ana de Rengo fue diseñada por el arquitecto francés Eugenio Joannon Croizer, quien fuera contratado por el gobierno de Chile durante el mandato del presidente José Manuel Balmaceda para hacer obras de importancia en el país. Ubicada frente a la plaza de Armas, en calle O'Higgins entre Errázuriz y la avenida Bisquertt, es uno de los templos más espaciosos de la región. Tiene una capacidad de 2 mil personas en su interior.
La Viña Misiones de Rengo también se ubica en la avenida Bisquertt, en las antiguas tierras correspondientes a misiones católicas que se instalaron en la zona hacia 1730. Testigo de ello son la vieja casa patronal, la antigua escuela apostólica, y lo que queda del convento, que aún se mantienen en los terrenos de la Viña. Por su parte, en el sector de Los Césares, al nororiente de la ciudad, se emplaza la viña Torreón de Paredes, que fue fundada por Amado Paredes Cárdenas en 1979. Posee alrededor de 150 hectáreas de cepas de origen francés que rodean las bodegas, una casa patronal y un torreón de fines del año 1700, del cual la viña ha tomado su nombre.
Otro sitio patrimonial de la comuna es el Monasterio de la Asunción de Mendoza, ubicado al norte de la ciudad. Es una enorme casa patrimonial de cuatro plantas, construida en adobe y madera. El 29 de agosto de 1770, el obispo de Santiago, Manuel de Alday y Aspée concedió permiso a don Gaspar de Ahumada y Mendoza para construir una capilla pública en su hacienda en la orilla norte del río Claro. La propiedad de la hacienda con los años cambió de propietarios, y entre 1876 y 1892, el terreno fue donado al Arzobispado de Santiago con la condición de que allí se instalara una congregación religiosa de varones, se celebrara misa los domingos y festivos, se adoctrinara a los niños y diera una Misión anual. Monseñor Mariano Casanova lo entregó a los Padres Agustinos de la Asunción, que más tarde, en 1901 se hicieron cargo de la parroquia. Actualmente el convento pertenece a las Monjas Benedictinas, que lo administran con el nombre de Monasterio Benedictino de la Asunción de Santa María Virgen.

### Patrimonio natural

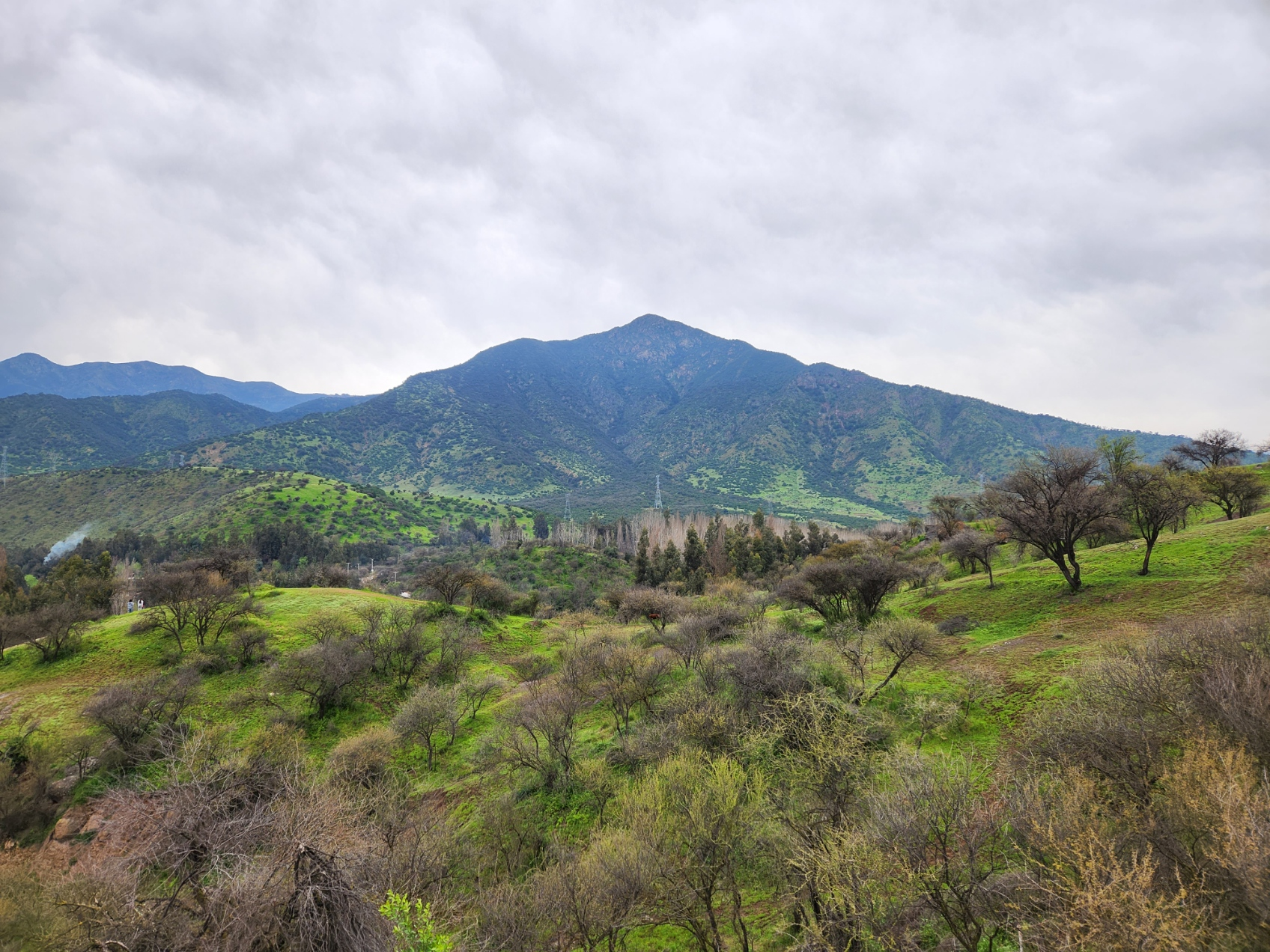
Vista del cerro Huilquío desde El Cerrillo

Camino a Popeta, existe una gran cantidad de balnearios a orillas del río Claro, que tienen entre sus atractivos piscinas naturales con agua de río, áreas verdes, zonas de campamento y pícnic. Entre los más importantes destacan los balnearios de Santa Fe, La Vertiente, Santa Isabel, Río Claro, Popeta y Puente Negro, visitados de manera muy intensa durante los meses de verano. Más hacia la precordillera, a unos 75 km al oriente de Rengo y a unos 2 100 metros sobre el nivel del mar, destaca la gran belleza escénica de la Laguna de los Cristales. Tiene una superficie cercana a las 108 hectáreas y, según mediciones hechas por la Dirección de Aguas del Ministerio de Obras Públicas alberga como promedio unos 8 500 m³ de agua. Constituye el mayor sitio de interés paisajístico de la comuna para turistas y excursionistas, y el final de un camino con una serie de atractivos menores. El único problema para llegar a ella es su accesibilidad, pues debido al estado y las condiciones del camino en general el viaje por tierra llega a demorar a veces hasta tres días. La laguna se encuentra dentro del sector denominado Bollenar de Las Nieves, declarado área de protección por la Corporación Nacional Forestal, entidad que supervigila la administración del predio. Tiene una extensión cercana a las 10 883 hectáreas, que es utilizada por la Asociación de Canalistas del Río Claro. Se caracteriza físicamente por estrechos valles y fondos de quebradas rodeados por altas cumbres y fuertes pendientes, además de estar cubierto de nieves durante los meses de junio a septiembre, persistiendo los hielos eternos durante el periodo estival en las cumbres con más de 3 mil metros de altitud.
A unos 15 km al suroriente de Rengo, se localizan las termas de Chanqueahue, que cuentan con una serie de servicios que son aprovechados por habitantes locales además de algunos turistas de otros sectores del país que esporádicamente llegan a esta zona. Sus fuentes de agua mineral son extraídas y embotelladas por Coca-Cola Andina y comercializadas con las marcas Vital de Chanqueahue, Benedictino y Dasani.

## Transportes

### Estructura vial

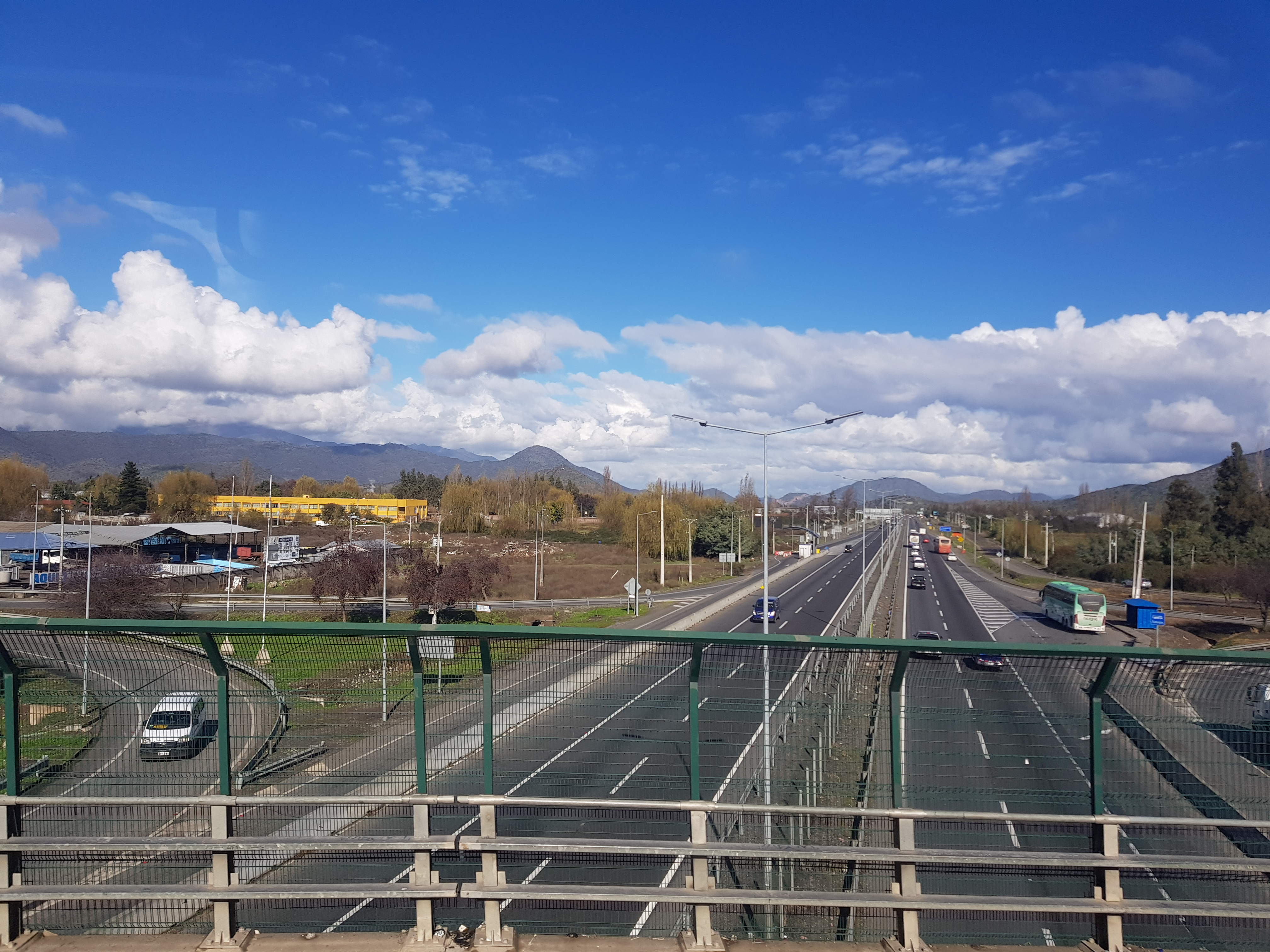
Ruta 5 Sur desde la entrada a Rengo, vista sur.

La estructura vial comunal está compuesta principalmente por la Ruta 5 Sur que atraviesa el valle en el sentido norte-sur y que conecta linealmente la localidad de Rosario y la ciudad de Rengo con el resto del país. En este sentido, la comuna posee una situación privilegiada en cuanto su localización, dado que la Ruta 5 Sur que es parte del sistema concesionado de acceso sur a Santiago. Además de esta vía, existe un sistema de vías intercomunales que presentan un segundo grado de estructuralidad conformado un circuito constituido por la Ruta H-50 Rosario – Esmeralda – Quinta de Tilcoco, la Ruta H-38 Quinta de Tilcoco – Rengo y el camino interior Rengo – Rosario. Esta estructura vial secundaria constituye un valor fundamental del sistema de desplazamiento comunal e intercomunal.
Por carretera, Rengo posee servicio directo de transporte público intercomunal mediante líneas licitadas de taxis colectivos y de microbuses con las ciudades de Rancagua, San Fernando, San Vicente de Tagua Tagua, Peumo, Las Cabras, Requínoa, Quinta de Tilcoco, Malloa, Pelequén y gran parte de las localidades rurales de la comuna. Asimismo, existe una empresa de buses interurbanos que efectúa viajes regulares hacia el Terminal O'Higgins de Rancagua y el Terminal Alameda de Santiago. De todos modos, existen paraderos de buses en el cruce de acceso a Rengo en la Ruta 5 Sur, desde donde es posible acceder a locomoción a otros destinos del centro y sur del país. Por otra parte, existen cinco líneas de colectivos que prestan sus servicios de transporte de pasajeros dentro del radio urbano de Rengo.

### Servicio EFE

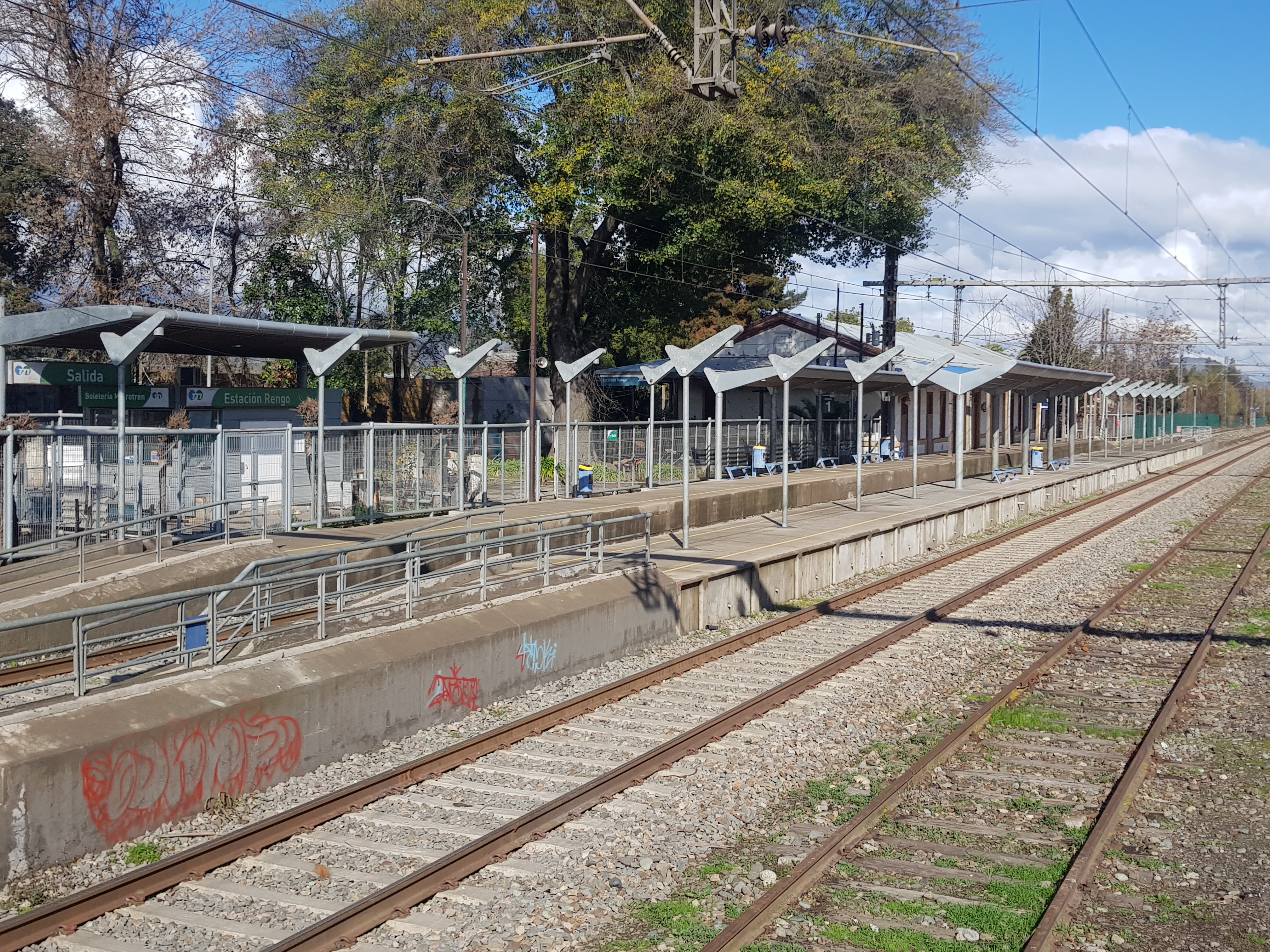
Estación de ferrocarriles de Rengo.

La existencia de la red ferroviaria cercana a la Ruta 5 Sur es una infraestructura de gran valor en términos del desplazamiento de productos y de pasajeros. La estación Rengo fue parte del Ferrocarril de Santiago a Curicó, y posteriormente a la Red Sur de la Empresa de los Ferrocarriles del Estado (EFE). Desde el 18 de julio de 2001, hasta comienzos de 2014 formó parte del servicio Metrotrén, que enlazaba la estación Alameda, en Santiago, con la estación San Fernando, en la provincia de Colchagua. Actualmente, dicho servicio solo llega a Rancagua, la capital regional ubicada a 30 kilómetros al norte de Rengo. En un futuro, el servicio Expreso Maule (actualmente suspendido), cubrirá esta y otras zonas de la región hasta Linares.
El 12 de octubre de 2021, el Tren San Fernando-Estación Central vuelve a operar, con detención en la estación Rengo, proceso enmarcado en un plan piloto de recuperar esta red ferroviaria que fue suspendida debido a la baja demanda en el año 2014. El servicio cuenta con 3 salidas desde San Fernando a la estación Central en horario punta mañana y otras 3 salidas desde la estación Central a San Fernando en punta tarde, ambas de lunes a viernes.

## Deportes

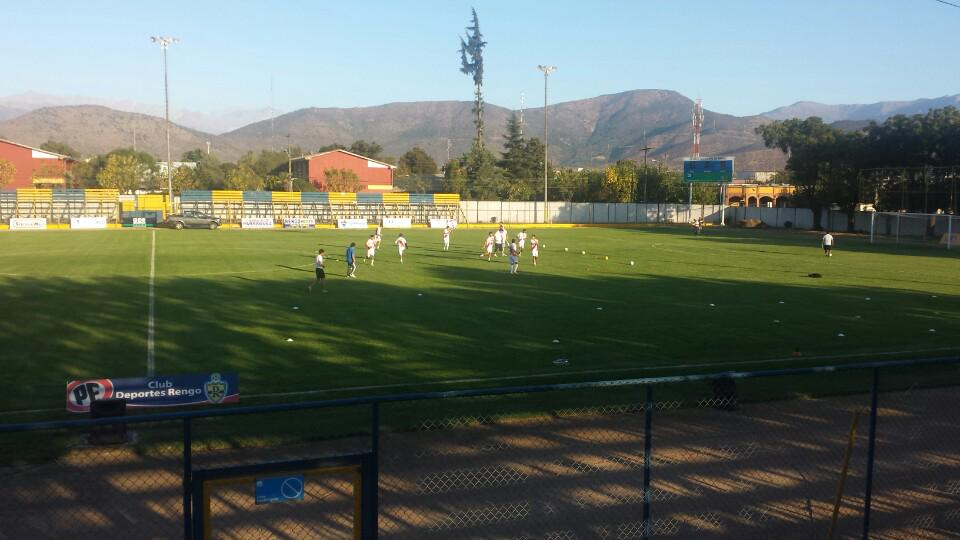
Partido entre Deportes Rengo y Tomás Greig en el estadio Guillermo Guzmán Díaz de Rengo.

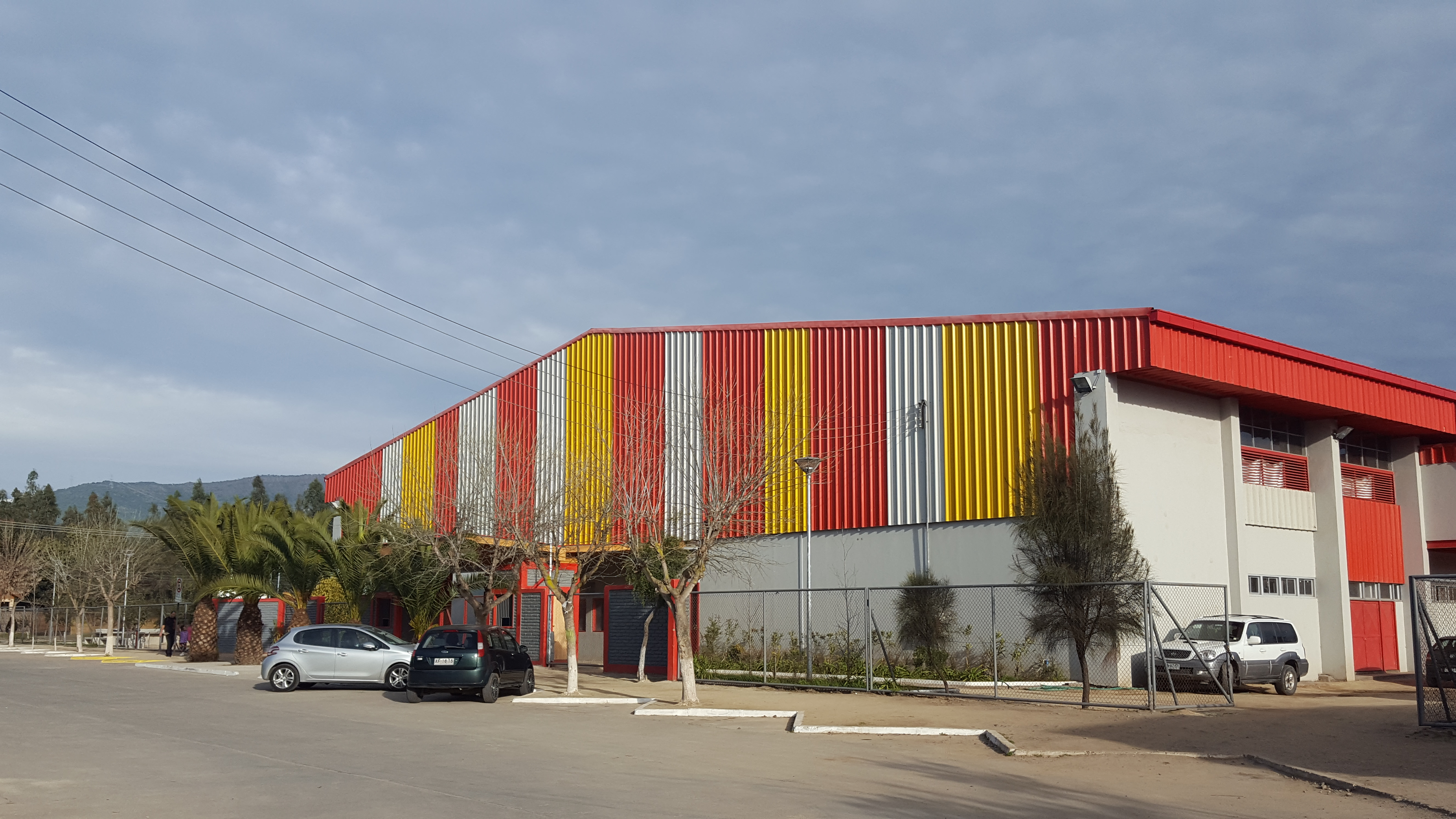
Gimnasio Municipal de Rengo.

El estadio municipal Guillermo Guzmán Díaz es el principal estadio de fútbol de Rengo. Inaugurado en los años 1960 y remodelado en 2013, cuenta con una capacidad de casi 5 mil asientos. En este recinto se jugó el Campeonato Nacional de Fútbol Amateur de 1996, en donde la Selección de Rengo se adjudicó el trofeo. A propósito de la Copa Mundial de Fútbol de 1962, Rengo acogió a la selección de fútbol de Hungría, equipo que jugó sus partidos en la sede del grupo D, Rancagua, y que entrenó en el estadio municipal. Actualmente juega ahí el Club de Deportes Rengo, equipo participante de la Segunda División Profesional de Chile y antiguamente jugaron ahí el Atlético Caupolicán, que jugó en tercera división en la década de 1980, y el Guillermo Guzmán, equipo participante de la Cuarta División entre 1990 y 1992.
La Asociación Local de Fútbol de Rengo (fundada el 15 de agosto de 1923) y la Asociación Vecinal de Rengo, asociadas a la Asociación Nacional de Fútbol Amateur, desarrollan los campeonatos de fútbol de esa categoría en Rengo, torneo en el que participan clubes de la ciudad de Rengo y otras localidades rurales de la comuna. Rosario tiene su propia liga local de fútbol, a cargo de la Asociación Rural de Fútbol de Rosario.
Además del fútbol, también existe práctica organizada de otros deportes en Rengo, como taekwondo, karate, tenis de mesa, natación, rayuela, y rodeo chileno, para lo cual se cuentan recintos deportivos como el gimnasio municipal de Rengo, la Medialuna de Rengo, la piscina olímpica municipal, el complejo deportivo y barros termales Las Pircas de Huilquío y los distintos espacios polideportivos de los colegios de la comuna.
En 1994, el gimnasio municipal de Rengo fue sede del VI Campeonato Mundial de Hockey sobre Patines B, junto a San Miguel. Tras este evento, se fundó el club de patinaje de Rengo, que entrena en el patinódromo municipal del parque La Piscina. Representa a la ciudad en la Liga Nacional de patín carrera. El club renguino de rugby Lagartos Rugby Club desde 2022 participará en la primera división de rugby de Chile.

## Medios de comunicación

### Radioemisoras
FM
- 88.1 MHz - Radio Caramelo
- 88.5 MHz - Radio Río Claro
- 89.3 MHz - Radio Auténtica
- 94.5 MHz - Radio Gente
- 102.7 MHz - Radio Corporación
- 106.7 MHz - Radio La Poderosa
- 107.3 MHz - Radio Impacto
- 107.9 MHz - (Sin información)